# Умершие в декабре 2019 года
Это список известных людей, соответствующих установленным критериям значимости (см. Википедия:Критерии значимости персоналий), умерших в декабре 2019 года.
Причина смерти указывается лишь в исключительных случаях (убийство, самоубийство, гибель в результате военных действий, смертная казнь, ДТП или несчастные случаи). В остальных случаях — не указывается.

## 31 декабря

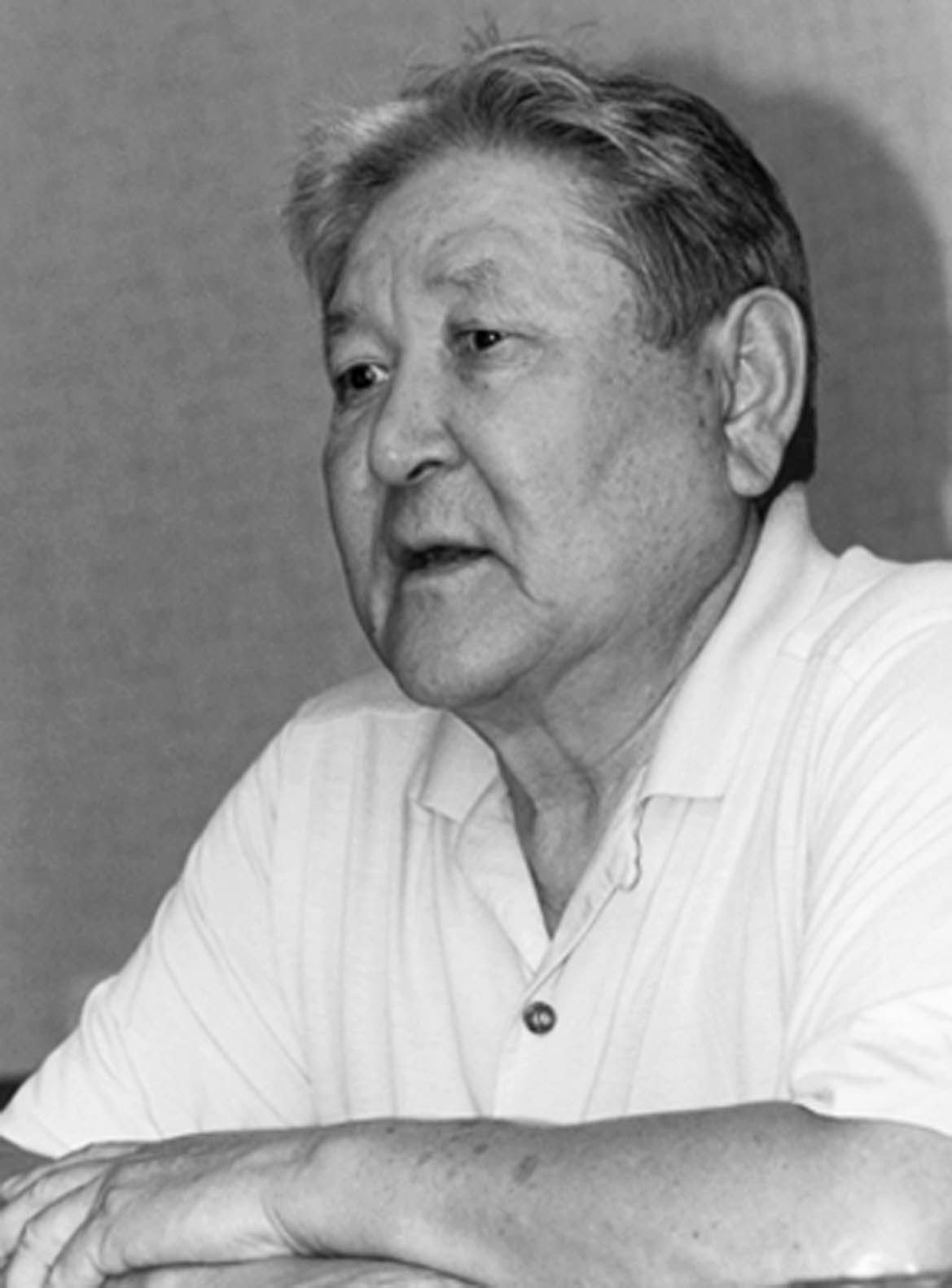
Серикболсын Абдильдин

- Абдильдин, Серикболсын Абдильдаевич (82) — советский и казахстанский государственный деятель, председатель Верховного Совета Республики Казахстан (1991—1993)[1].
- Аллик, Пеэтер (53) — эстонский художник и график[2].
- Бах, Райнер (73) — немецкий художник[3].
- Бибюк, Дэниел (94) — бельгийский историк искусства[4].
- Гале, Пьер (98) — французский ампелограф, «отец современной ампелографии»[5].
- Даднаджи, Джимрангар (65) — чадский государственный деятель, премьер-министр Чада (2013)[6].
- Колачковская, Хелена (103) — польская поэтесса, автор песен[7].
- Малаян, Паргев Рубенович (76) — советский и армянский режиссёр-документалист[8].
- Сагинбаева, Канышбек (82) — советский киргизский передовик промышленного производства и государственный деятель, заместитель председателя Президиума Верховного Совета Киргизской ССР (1980—?), Герой Социалистического Труда (1984)[9].
- Томаш, Иво-Валентино (26) — хорватский футболист; самоубийство[10].
- Улин, Сергей Арамович (69) — российский бизнесмен[11].
- Уэст, Мартин (82) — американский актёр[12][13].
- Фоминых, Сергей Фёдорович (79) — советский и российский историк, доктор исторических наук (1989), профессор (1992)[14].
- Цезар, Джулиано (58) — бразильский певец[15].
- Юрис, Вик (66) — американский джазовый гитарист[16].
- Янев, Ратко (80) — северомакедонский физик-ядерщик, академик МАНУ[17] Архивная копия от 2 января 2020 на Wayback Machine[18].

## 30 декабря

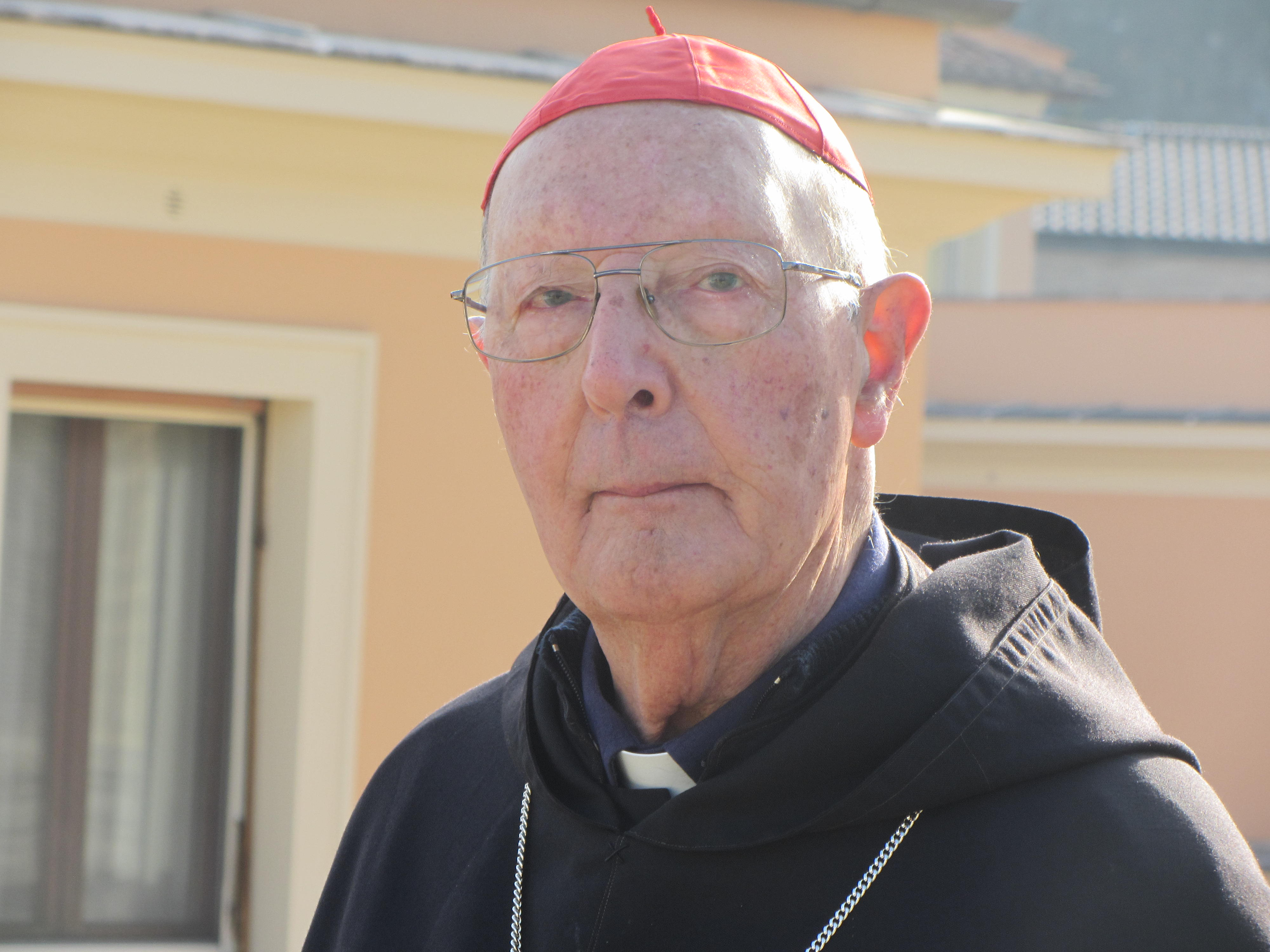
Проспер Грек

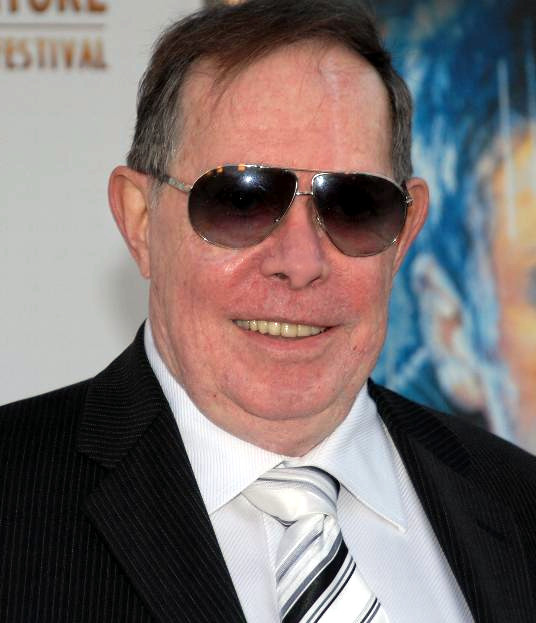
Сид Мид

- Али, Саид Муаззем (75) — бангладешский дипломат[19].
- Бердов, Борис Александрович (84) — советский и российский онкохирург, доктор медицинских наук (1971), профессор (1981), заслуженный деятель науки Российской Федерации (1996)[20].
- Близнюк, Валентин Иванович (91) — советский авиаконструктор, руководитель работ по созданию Ту-160, лауреат Государственной премии СССР[21].
- Букринская, Алиса Григорьевна (91) — советский и российский вирусолог, член-корреспондент АМН СССР—РАМН (1986—2014), член-корреспондент РАН (2014)[22].
- Валюкевич, Геннадий Иванович (61) — советский легкоатлет (тройной прыжок), победитель чемпионата Европы по лёгкой атлетике в помещении в Вене (1979)[23].
- Гарфейн, Джек (89) — американский кинорежиссёр и продюсер[24].
- Грек, Проспер (94) — мальтийский кардинал, августинец; сооснователь и первый ректор Августинского института патристики[25].
- Драганов, Драгомир (71) — болгарский историк, депутат Народного собрания Болгарии от Болгарской социалистической партии[26].
- Думас, Антонио (64) — бразильский футбольный тренер, главный тренер сборной Экваториальной Гвинеи (2004—2006)[27].
- Клинт, Вибеке (92) — датская художница по текстилю[28].
- Купфер, Гарри (84) — немецкий оперный режиссёр[29].
- Маауи, Слахеддин (69) — тунисский журналист и государственный деятель, министр туризма (1995—2001)[30].
- Махмуд, Дамири (74) — индонезийский писатель[31].
- Мид, Сид (86) — американский художник-футурист и дизайнер[32].
- Мурзин, Вячеслав Юрьевич (68) — украинский археолог, доктор исторических наук (1992), профессор[33].
- Селларс, Элизабет (98) — шотландская и французская актриса[34].
- Феддер, Ян (64) — немецкий актёр[35].
- Химмелфарб, Гертруда (97) — американский историк[36].
- Цередиани, Давид (82) — грузинский поэт[37].
- Чесни, Мэрион (83) — шотландская писательница[38].

## 29 декабря

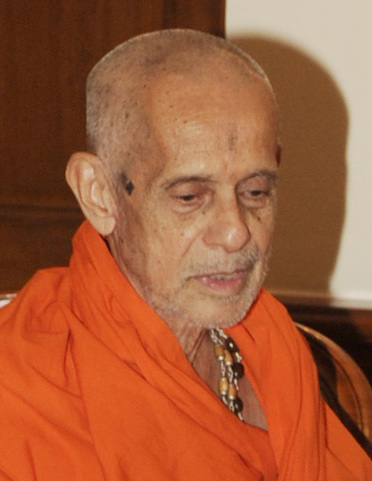
Вишвеша Тиртха Свами

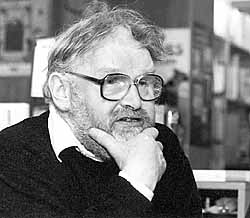
Аласдер Грей

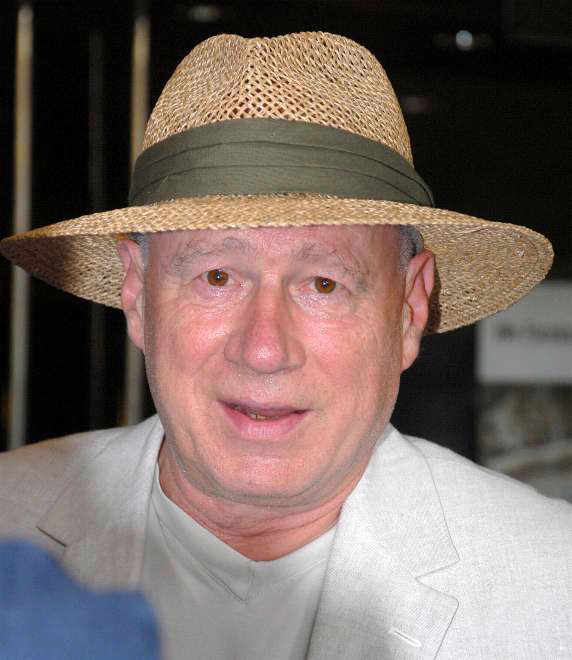
Нил Иннес

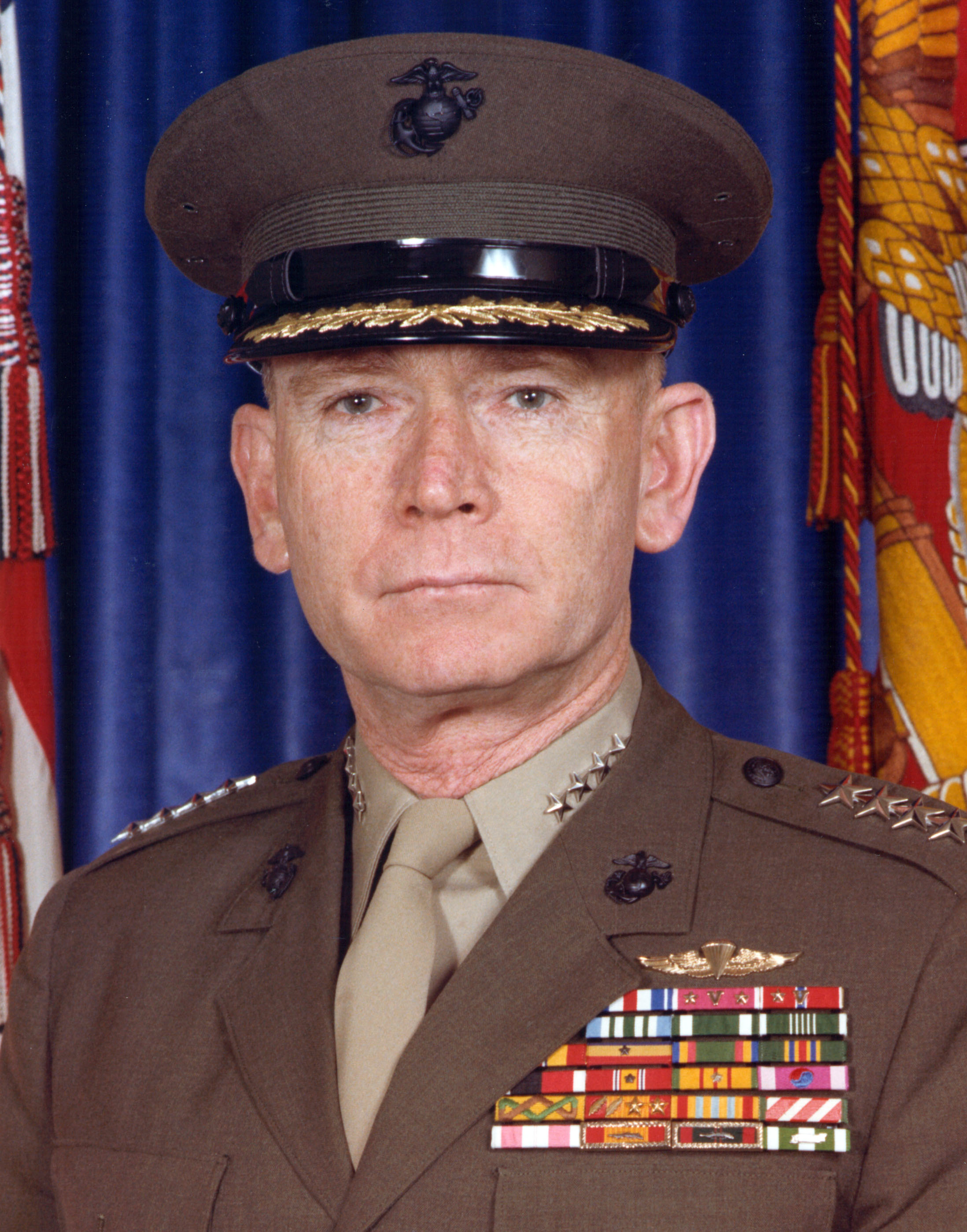
Пол Ксавье Келли

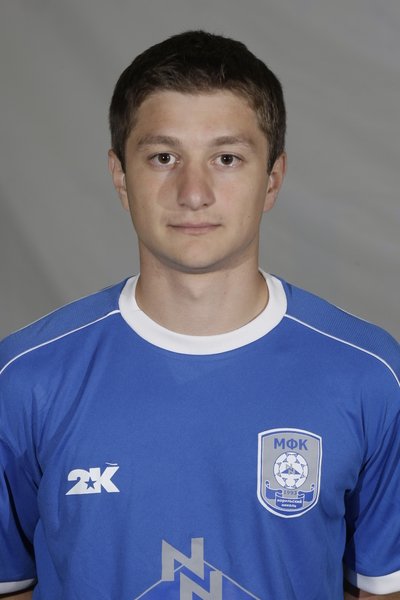
Кирилл Погорелов

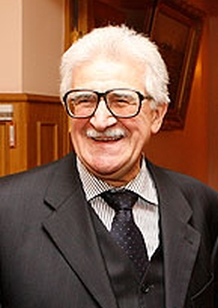
Нодари Симония

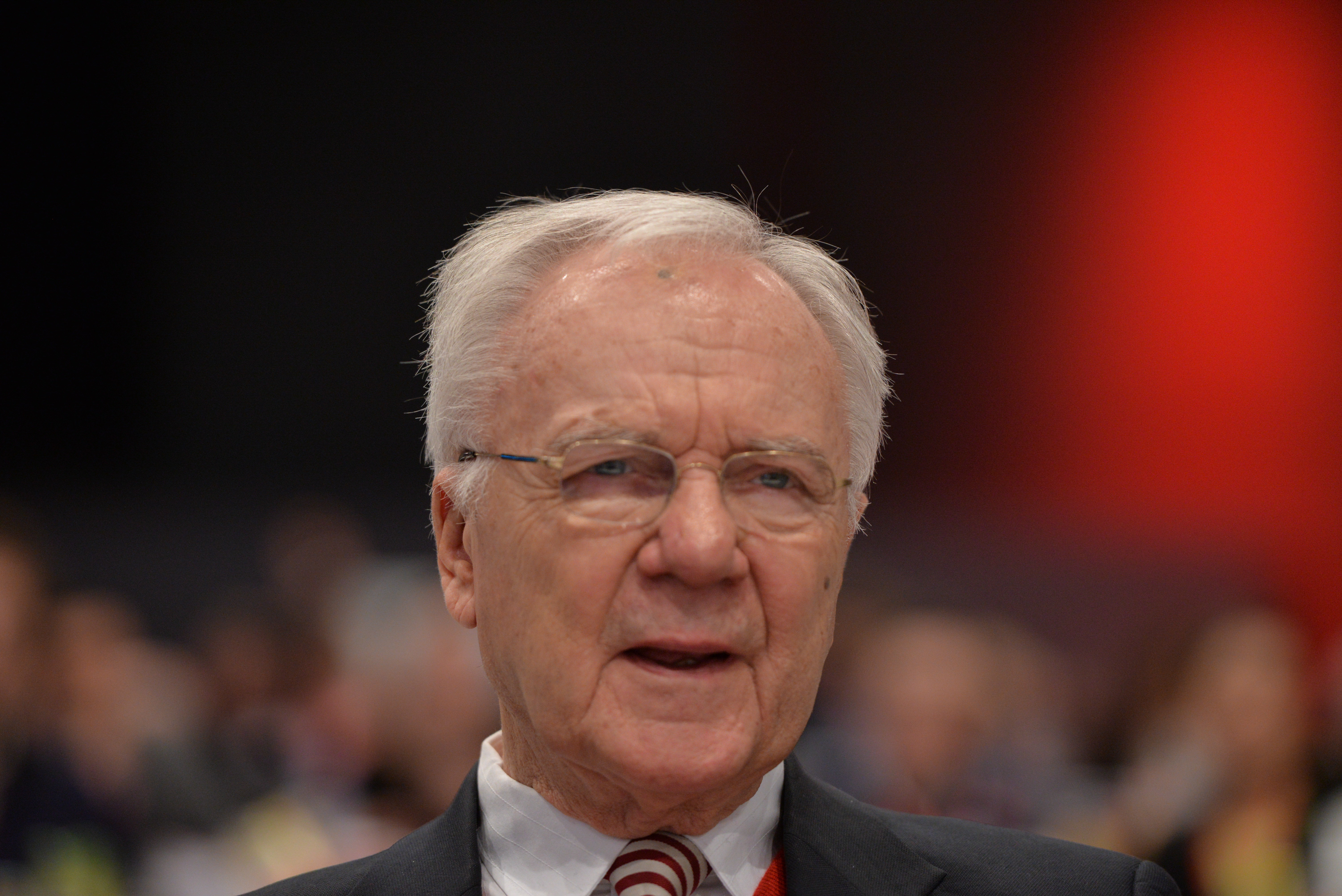
Манфред Штольпе

- Богомазов, Валентин Михайлович (76) — советский и российский дипломат, Чрезвычайный и Полномочный Посол России в Перу (1997—2001) и в Эквадоре (2004—2008)[39].
- Боть, Вячеслав Иванович (90) — советский и российский краевед[40].
- Вильегас, Гарри (79) — кубинский коммунистический партизанский деятель и писатель[41].
- Вишвеша Тиртха Свами (88) — вайшнавский религиозный деятель, глава Педжавара-матха в Удупи[42].
- Грей, Аласдер (85) — шотландский художник и писатель[43].
- Иннес, Нил (75) — английский писатель, комик и музыкант[44].
- Кало, Карла (93) — итальянская актриса[45][46].
- Келли, Пол Ксавье (91) — американский военачальник, комендант корпуса морской пехоты США (1983—1987)[47].
- Погорелов, Кирилл Андреевич (32) — российский спортсмен (мини-футбол); ДТП[48].
- Ребелло, Хильда (95) — бразильская актриса[49].
- Сабулис, Ремигиюс (65) — литовский актёр, заслуженный артист Литовской ССР (1986)[50].
- Симония, Нодари Александрович (87) — советский и российский политолог, директор ИМЭМО РАН (2000—2006), академик РАН (1997)[51].
- Танега, Норма (80) — американская певица[52].
- Феррат, Себастьян (41) — мексиканский актёр[53][54].
- Фрейре, Нельса (66) — бразильский научный и политический деятель, председатель Межамериканской комиссии по делам женщин (2005—2007)[55].
- Шайхутдинов, Ильсур Гарафиевич (83) — советский и российский работник нефтегазовой промышленности, начальник управления строительства трубопроводов «Татнефтепроводстроя», Герой Социалистического Труда (1975)[56].
- Штольпе, Манфред (83) — немецкий государственный деятель, премьер-министр Бранденбурга (1990—2002), министр транспорта, строительства и жилищного хозяйства ФРГ (2002—2005)[57].

## 28 декабря

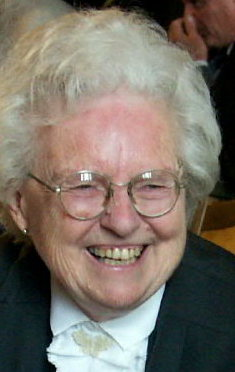
Эржебет Сёньи

- Бло, Жан (96) — французский писатель и переводчик[58].
- Генин, Владимир Бониславович (90) — советский и российский артист оперетты, солист Краснодарского музыкального театра, заслуженный артист РСФСР (1960)[59].
- Грэм, Фред (88) — американский журналист, лауреат премии Пибоди (1974)[60].
- Иванов, Олег Александрович (68) — российский математик, доктор педагогических наук (1997), профессор кафедры общей математики СПбГУ (2002)[61].
- Микруцикос, Танос (72) — греческий композитор, министр культуры Греции (1994—1996)[62].
- Никаноров, Анатолий Максимович (84) — российский гидрогеолог, член-корреспондент РАН (1997)[63].
- Паттерсон, Эми (107) — аргентинская поэтесса, композитор и певица[64].
- Сёньи, Эржебет (95) — венгерский композитор, музыковед и педагог[65].
- Эйнарссон, Вильхьяульмюр (85) — исландский легкоатлет, серебряный призёр летних Олимпийских игр в Мельбурне (1956)[66].
- Хоничев, Николай Васильевич (55) — русский поэт, учёный-биолог[67].
- Юченков, Константин Глебович (72) — российский актёр, артист Тверского областного академического театра драмы, народный артист России (1999)[68].

## 27 декабря
- Зюнхольц, Вольфганг (73) — немецкий футболист и американский футбольный тренер; игрок мюнхенской «Баварии» (1971—1973)[69].
- Куиас Сол, Рома (81) — испанский спортивный функционер, президент Олимпийского комитета Испании (1983—1984)[70].
- Кулсариев, Орын (87) — советский и казахский работник культуры, дирижёр, домбрист; заслуженный деятель культуры Казахской ССР (1967), деятель культуры Казахстана (2000)[71].
- Люксембург, Эли (79) — израильский русский писатель[72].
- Росидис, Илиас (92) — греческий футболист, игрок (1951—1960) и капитан (1954—1960) национальной сборной[73].
- Салливэн, Арт (69) — бельгийский певец[74].
- Шелдон, Джек (88) — американский джазовый трубач, певец и актёр[75].
- Эндо, Такэхико (81) — японский государственный деятель, министр сельского, лесного и рыбного хозяйства Японии (2007)[76].
- Яблонски, Филип (73) — американский серийный убийца[77].

## 26 декабря

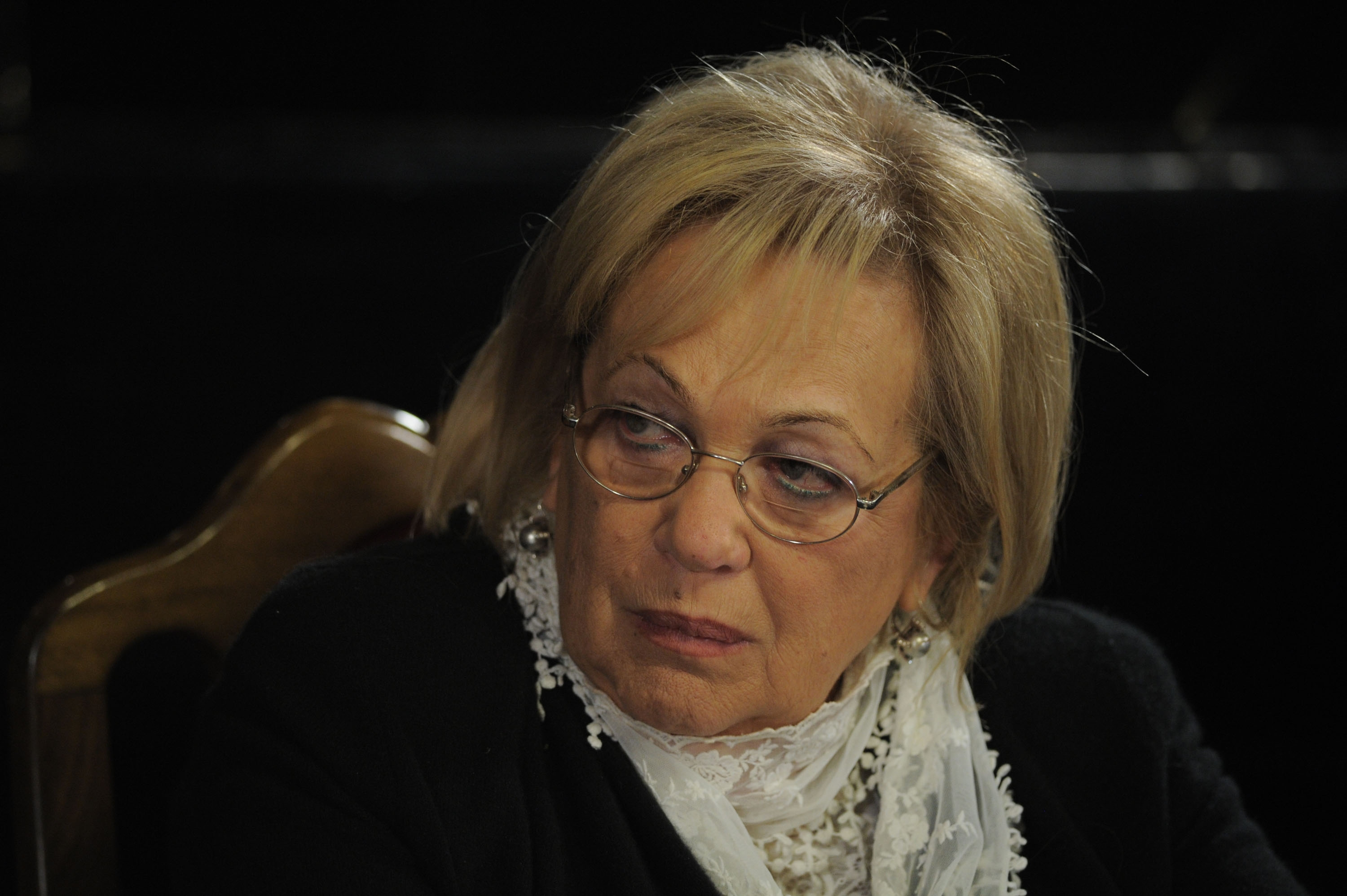
Галина Волчек

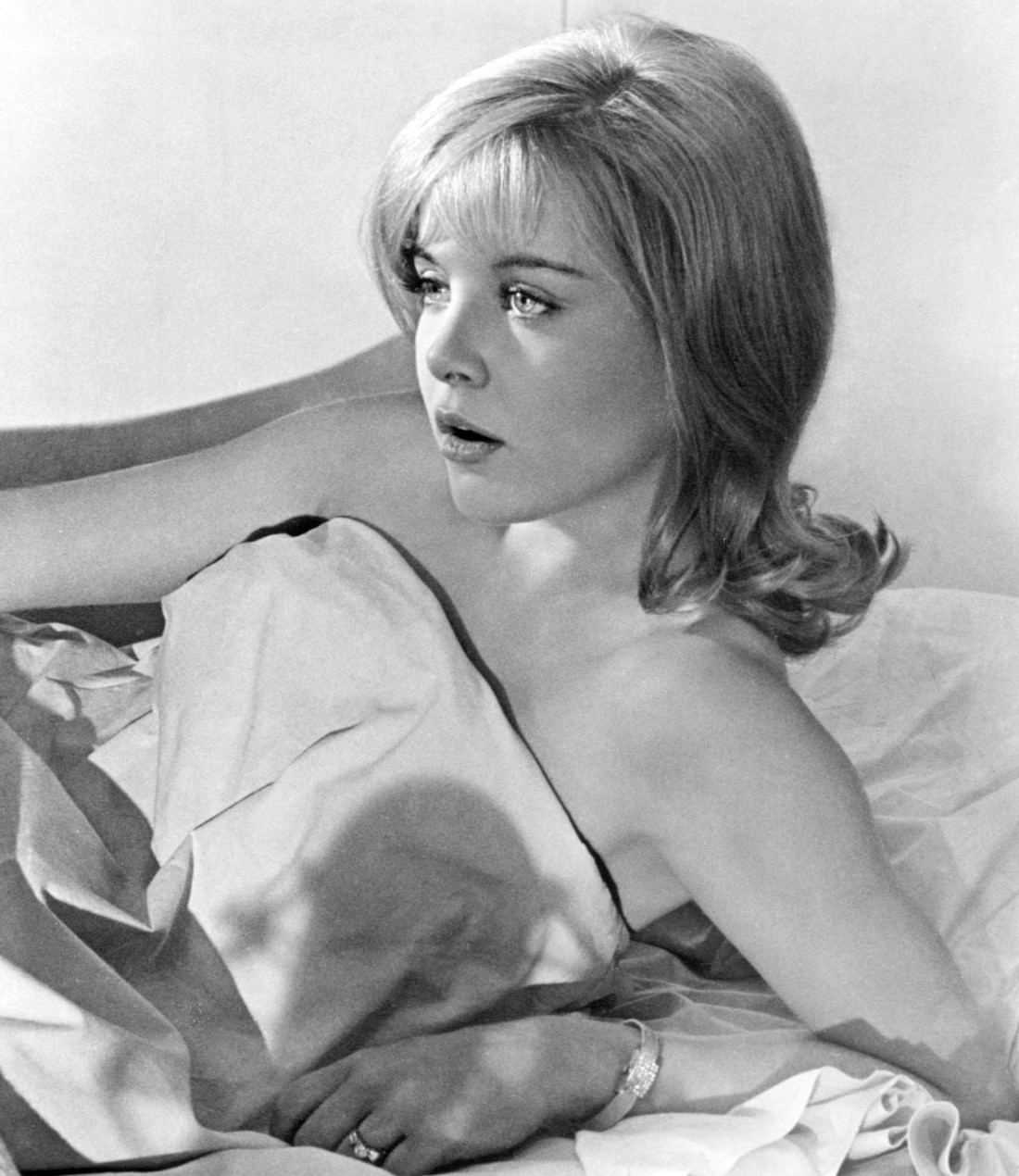
Сью Лайон

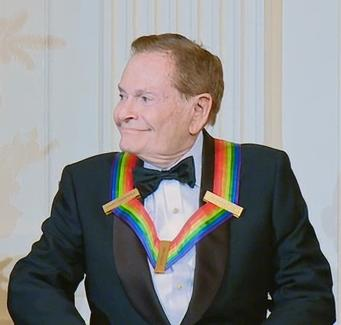
Джерри Херман

- Аблязов, Рауф Ахметович (84) — советский и украинский учёный в области средств оптико-электронной обработки фотоинформации, доктор технических наук (1985), профессор (1988)[78].
- Бердик, Джоселин (97) — американский государственный деятель, сенатор от штата Северная Дакота (1992)[79].
- Волчек, Галина Борисовна (86) — советская и российская актриса и режиссёр, главный режиссёр (с 1972 года) и художественный руководитель (с 1989 года) театра «Современник», народная артистка СССР (1989), Герой Труда Российской Федерации (2017), полный кавалер ордена «За заслуги перед Отечеством».
- Кренкель, Людмила Эрнстовна (91) — советский и российский искусствовед, главный редактор музыкальных программ Гостелерадио СССР, дочь Эрнста Кренкеля[80].
- Криенс, Ханс-Йорг (59) — футболист ФРГ («Боруссия» (Мёнхенгладбах)[81].
- Лайон, Сью (73) — американская актриса[82].
- Лещёв, Юрий Иванович (77) — советский боксёр и тренер, чемпион СССР (1966; Москва)[83].
- Маккей, Дункан (82) — шотландский футболист[84].
- Нгуен Ван Ти (94) — вьетнамский композитор[85].
- Нильсен, Эйгил (71) — датский футболист, игрок национальной сборной (1971—1975)[86].
- Панджаби, Куушал (42) — индийский актёр; самоубийство[87][88].
- Режи, Клод (96) — французский режиссёр[89].
- Старкуэзер, Гэри (81) — американский инженер, изобретатель лазерного принтера[90].
- Херман, Джерри (88) — американский композитор и поэт[91].
- Эстген, Николас (89) — люксембургский политик, депутат Европейского парламента (1979—1994)[92].

## 25 декабря

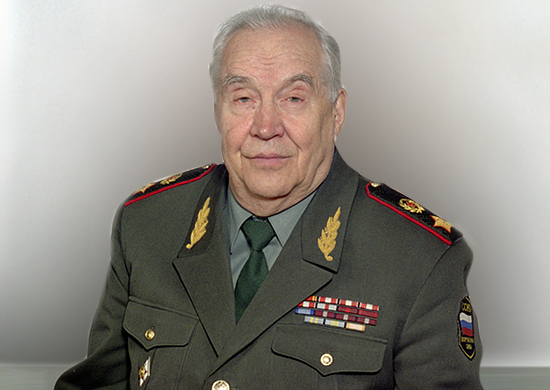
Махмут Гареев

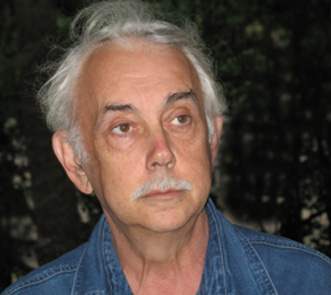
Аркадий Ровнер

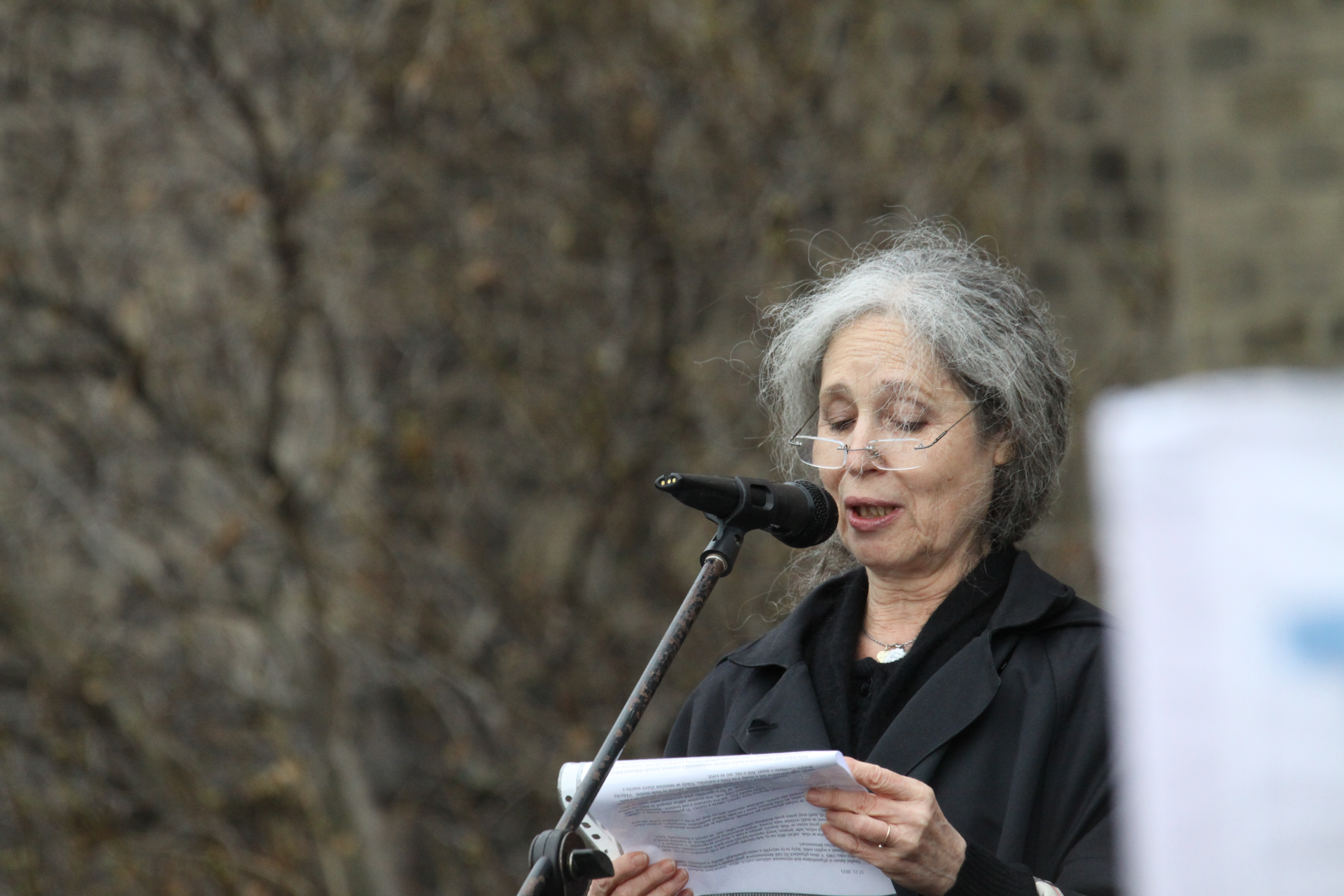
Татьяна Фишерова

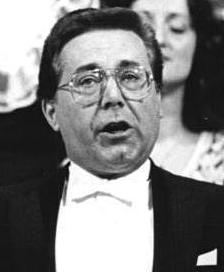
Петер Шрайер

- Антониоцци, Дарио (96) — итальянский государственный деятель, министр по делам культурно-исторического наследия (1978—1979)[93].
- Балагула, Марат Яковлевич (76) — американский криминальный авторитет (о смерти стало известно в этот день)[94].
- Бен, Ари (47) — норвежский писатель, бывший муж принцессы Марты Луизы; самоубийство[95].
- Бушин, Владимир Сергеевич (95) — советский журналист и литературный критик[96].
- Викариотто, Альбано (88) — итальянский футболист, чемпион Италии (1950/1951), 1954/1955 в составе «Милана»[97].
- Гареев, Махмут Ахметович (96) — советский и российский военачальник, заместитель начальника Генерального штаба Вооружённых Сил СССР (1984—1989), генерал армии (1989)[98].
- Дементьев, Сергей Васильевич (59) — советский и российский футболист («Ангара» Ангарск, «Таврия» Симферополь)[99].
- Демерташ, Виктор Константинович (72) — советский и украинский киноактёр, народный артист Украины (2017)[100].
- Кутинов, Александр Владимирович (57) — российский журналист и музыкант, лидер групп «НТО Рецепт», «Мамбо Джа», «Пан Гималайский»[101].
- Мендельсон, Ли (86) — американский телевизионный продюсер, шестикратный обладатель премии «Эмми»[102].
- Поносов, Виктор Андреевич (86) — советский и российский партийный и общественный деятель, первый секретарь Горно-Алтайского горкома КПСС (1978—1983)[103].
- Рау, Валерий Георгиевич (79) — российский физик, доктор физико-математических наук (1985), профессор кафедры физики и прикладной математики ВлГУ[104].
- Ровнер, Аркадий Борисович (79) — русский писатель и переводчик[105].
- Фишерова, Татьяна (72) — чешская актриса и писательница[106].
- Чернов, Николай Иванович (74) — российский учёный в области систем автоматического управления, доктор технических наук (2004), профессор[107].
- Чуприк-Котюк, Этелла Александровна (55) — украинская пианистка, народная артистка Украины (2016)[108].
- Шрайер, Петер (84) — немецкий певец (тенор) и дирижёр[109].

## 24 декабря

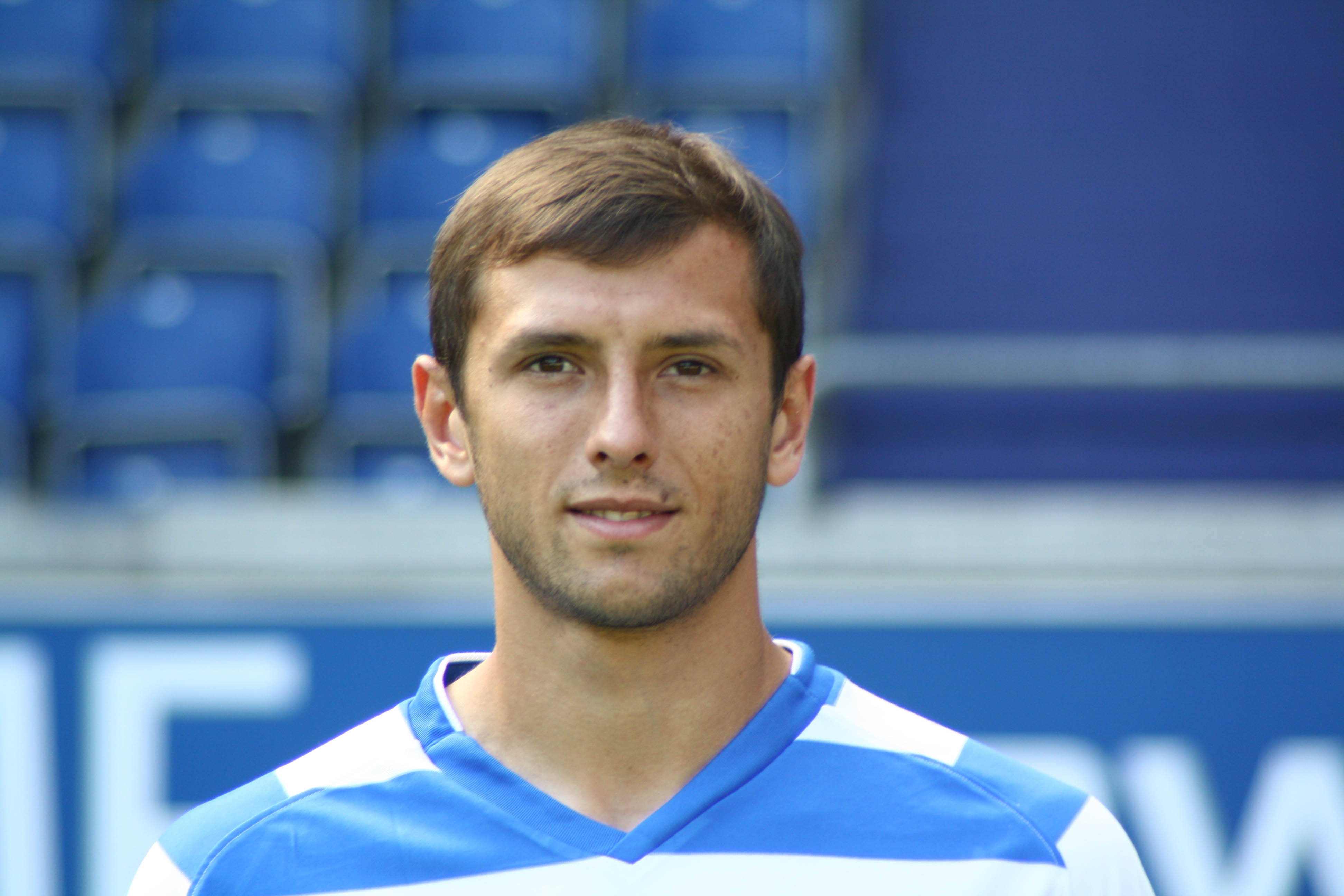
Сергей Каримов

- Беликов, Герман Алексеевич (86) — российский краевед и историк[110].
- Горак, Вальтер (88) — австрийский футболист, участник чемпионата мира в Швеции (1958)[111].
- Евфимий (Стилиос) (90) — епископ Элладской православной церкви, титулярный епископ (с 1968 года) и митрополит (с 2000 года) Ахелоский[112].
- Каримов, Сергей (33) — немецко-казахстанский футболист[113].
- Карпов, Анатолий Вячеславович (80) — советский и российский хозяйственный деятель, директор Бийского химического комбината (1978—1992), лауреат Государственной премии СССР[114].
- Кёйнтьес, Гертье (114) — нидерландская долгожительница[115].
- Мархасин, Александр Беньяминович (83) — российский учёный в области телекоммуникаций и информатики, доктор технических наук, профессор[116].
- Райли, Дэйв (59) — американский музыкант (Big Black)[117].
- Уиллис, Элли (72) — американский кинорежиссёр и автор песен[118].

## 23 декабря
- Бабаева, Чимназ Мамед кызы (73) — советская и азербайджанская артистка балета и балетмейстер, народная артистка Азербайджанской ССР (1978)[119].
- Бонюшко, Алиция (82) — польская балерина[120].
- Гаид Салах, Ахмед (79) — алжирский военачальник, начальник генерального штаба Алжирской национальной народной армии (с 2004 года)[121].
- Головин, Николай Николаевич (76) — советский и российский театральный деятель, основатель и художественный руководитель Уральского театра эстрады[122].
- Дорошенко, Виталий Аврамович (78) — советский и украинский киноактёр, заслуженный артист Украины (2004)[123].
- Кейн, Джон младший (88) — австралийский государственный деятель, премьер Виктории (1982—1990)[124].
- Муезинович, Мустафа (64) — боснийский государственный деятель, премьер-министр Боснии и Герцеговины (2009—2011), посол Боснии и Герцеговины в России (с 2016 года)[125].
- Пиментел, Ванда (76) — бразильская художница[126].
- Рубиа, Чарльз (96) — кенийский политический деятель, мэр Найроби (1963—1967)[127] Архивная копия от 30 января 2020 на Wayback Machine.
- Руни, Фред Бернард (94) — американский государственный деятель, член Палаты представителей США (1963—1979)[128].
- Снегур, Джорджета (82) — первая леди Молдовы (1990—1997), жена Мирчи Снегура[129].
- Уэйд, Боб (76) — американский скульптор и художник[130].
- Фаерберг, Михаил Иосифович (72) — советский и российский акушер-гинеколог, главный врач роддома № 1 города Кургана (1979—2009), заслуженный врач России (1998)[131].

## 22 декабря

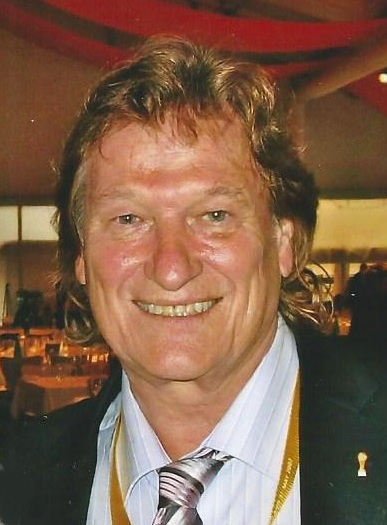
Фриц Кюнцли

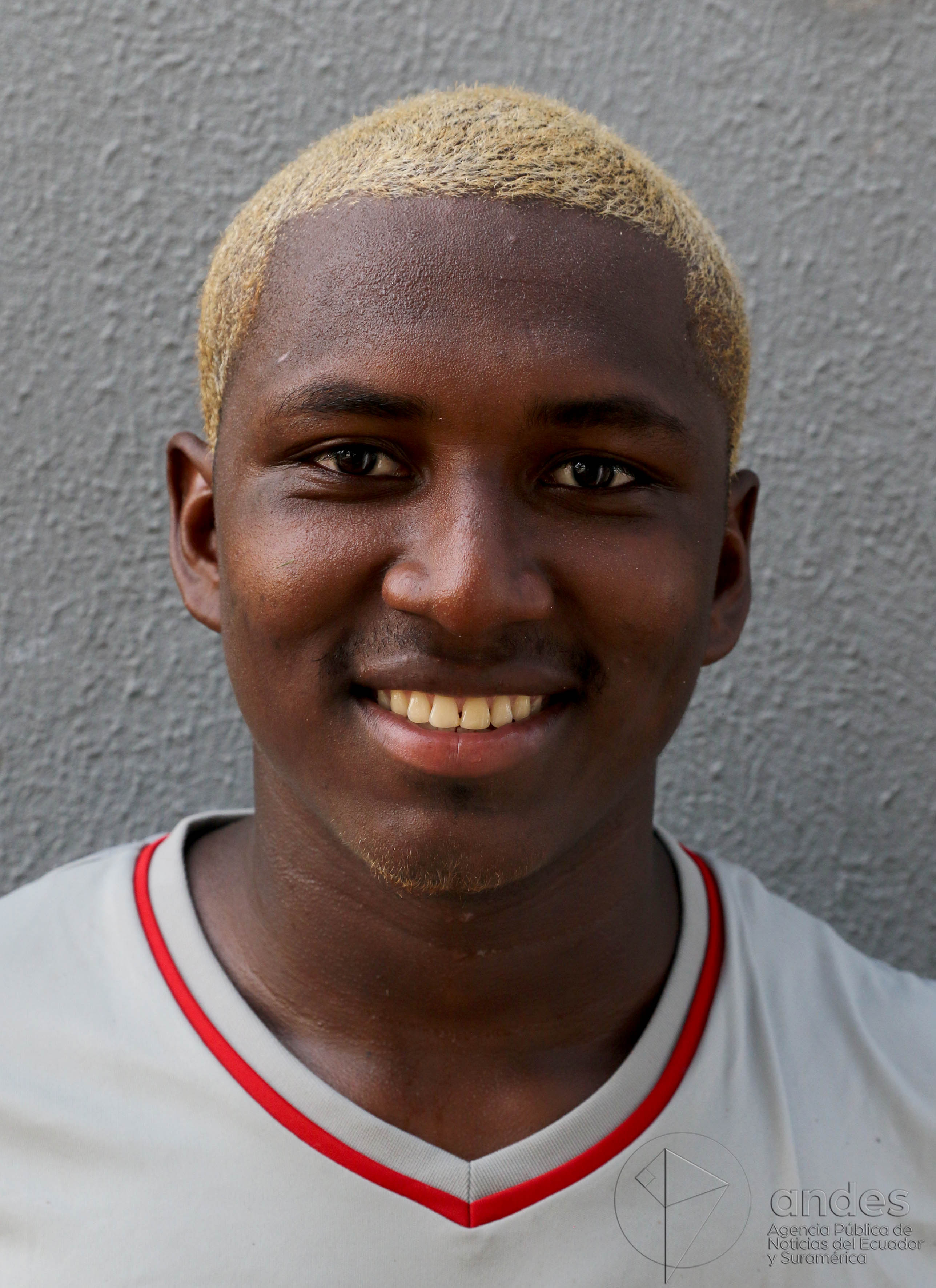
Эдисон Реальпе

- Бриттон, Тони (95) — британский киноактёр[132].
- Дасс, Рам (88) — американский гуру, психолог и писатель[133].
- Кюнцли, Фриц (73) — швейцарский футболист, член национальной сборной, участник чемпионата мира (1966)[134].
- Реальпе, Эдисон (23) — эквадорский футболист; ДТП[135].
- Спенсер, Элизабет (98) — американская писательница[136].
- Яновская, Татьяна Борисовна (87) — российский геофизик, доктор физико-математических наук (1972), профессор кафедры физики Земли СПбГУ (1986)[137].

## 21 декабря

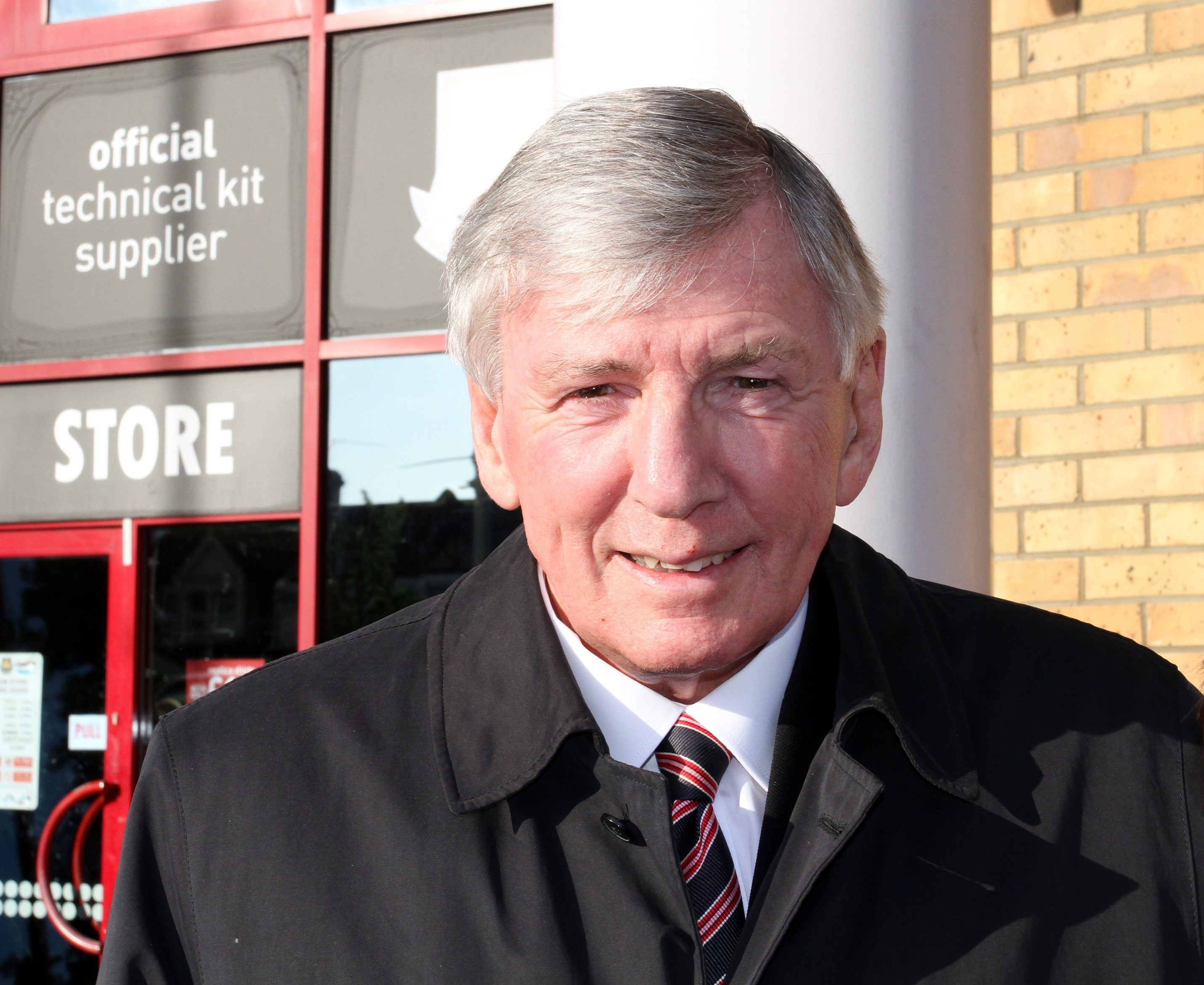
Мартин Питерс

- Ангелов, Стефан (72) — болгарский борец греко-римского стиля, двукратный бронзовый призёр летних Олимпийских игр: в Мюнхене (1972) и в Монреале (1976)[138].
- Барат, Алексей (64) — молдавский режиссёр-документалист[139].
- Дженкинс, Луис (77) — американский поэт[140].
- Дроздов, Виктор Владимирович (62) — российский тренер по велоспорту, заслуженный тренер России (2001)[141].
- Крамник, Айзек (81) — американский историк[142].
- Ли Жунжун (75) — китайский государственный деятель, председатель Госкомитета по делам экономики и торговли (2001—2003), председатель Комитета по контролю и управлению государственным имуществом Китая (2003—2010)[143].
- Питерс, Мартин (76) — английский футболист, чемпион мира (1966; Англия)[144].
- Унгаро, Эмануэль (86) — французский модельер[145].
- Шамшиев, Болотбек Толенович (78) — советский и киргизский кинорежиссёр, народный артист СССР (1991)[146].

## 20 декабря

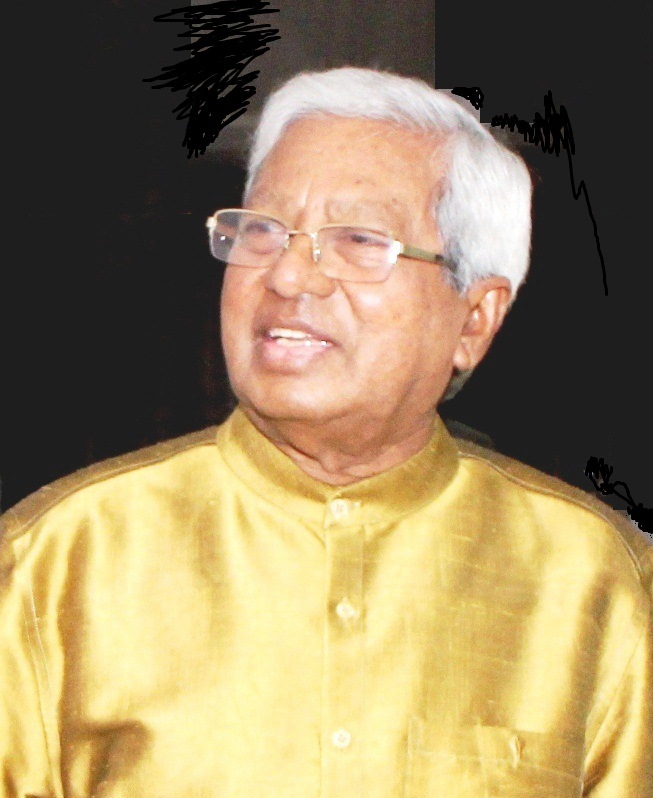
Фазле Хасан Абед

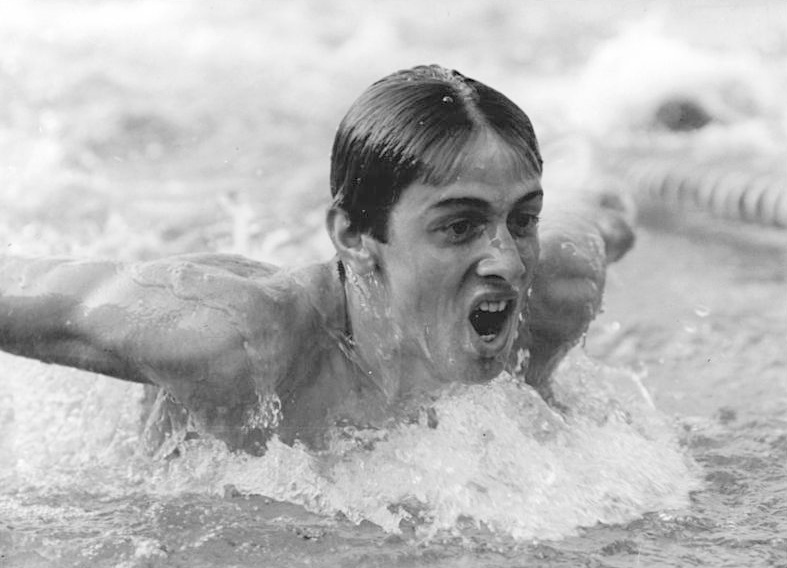
Роланд Маттес

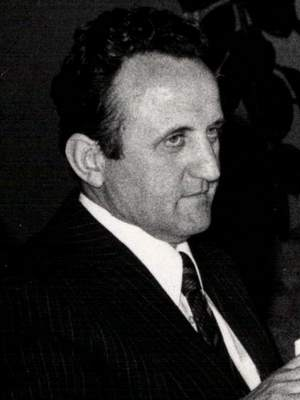
Марко Орландич

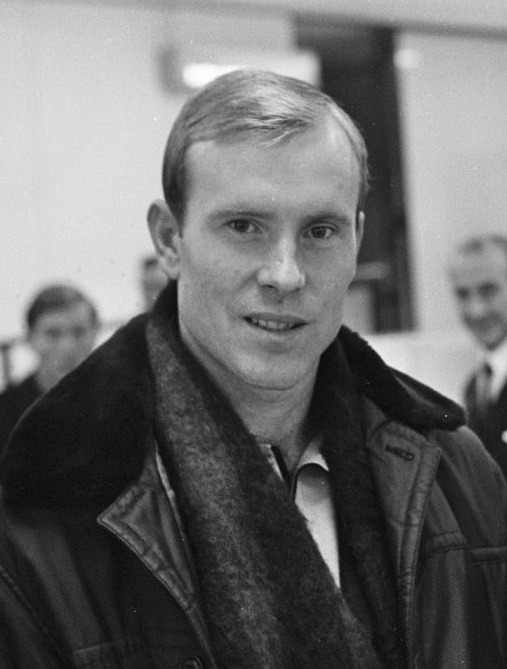
Юрий Пшеничников

- Абед, Фазле Хасан (83) — бангладешский социальный работник, основатель и председатель международной некоммерческой общественной организации BRAC[147].
- Ахде, Матти (73) — финский государственный деятель, председатель парламента Финляндии (1987—1989)[148].
- Балалаев, Вячеслав Ефимович (69) — российский государственный и хозяйственный деятель, депутат Государственной Думы (1993—1995)[149].
- Гуркин, Юрий Александрович (79) — советский и российский детский гинеколог, доктор медицинских наук (1987), профессор (1990)[150].
- Кардозу, Зилда (83) — бразильская актриса[151].
- Кригер, Эдуард (73) — австрийский футболист, игрок национальной сборной, участник чемпионата мира (1978)[152].
- Маттес, Роланд (69) — восточногерманский пловец, четырёхкратный олимпийский чемпион: дважды в Мехико (1968) и дважды в Мюнхене (1972)[153].
- Муфидзаде, Джамиль Мир Юсиф оглы (85) — азербайджанский график, народный художник Азербайджана[154].
- Орландич, Марко (89) — югославский государственный деятель и дипломат, председатель Скупщины Социалистической Республики Черногории (1983—1984), председатель ЦК Союза коммунистов Черногории (1984—1986)[155].
- Пшеничников, Юрий Павлович (79) — советский футболист, чемпион СССР в составе ЦСКА (1970), заслуженный мастер спорта (2003)[156].
- Хиггинс, Уильям (74) — американский кинорежиссёр[157].
- Швайгхофер, Антон (89) — австрийский архитектор[158].

## 19 декабря

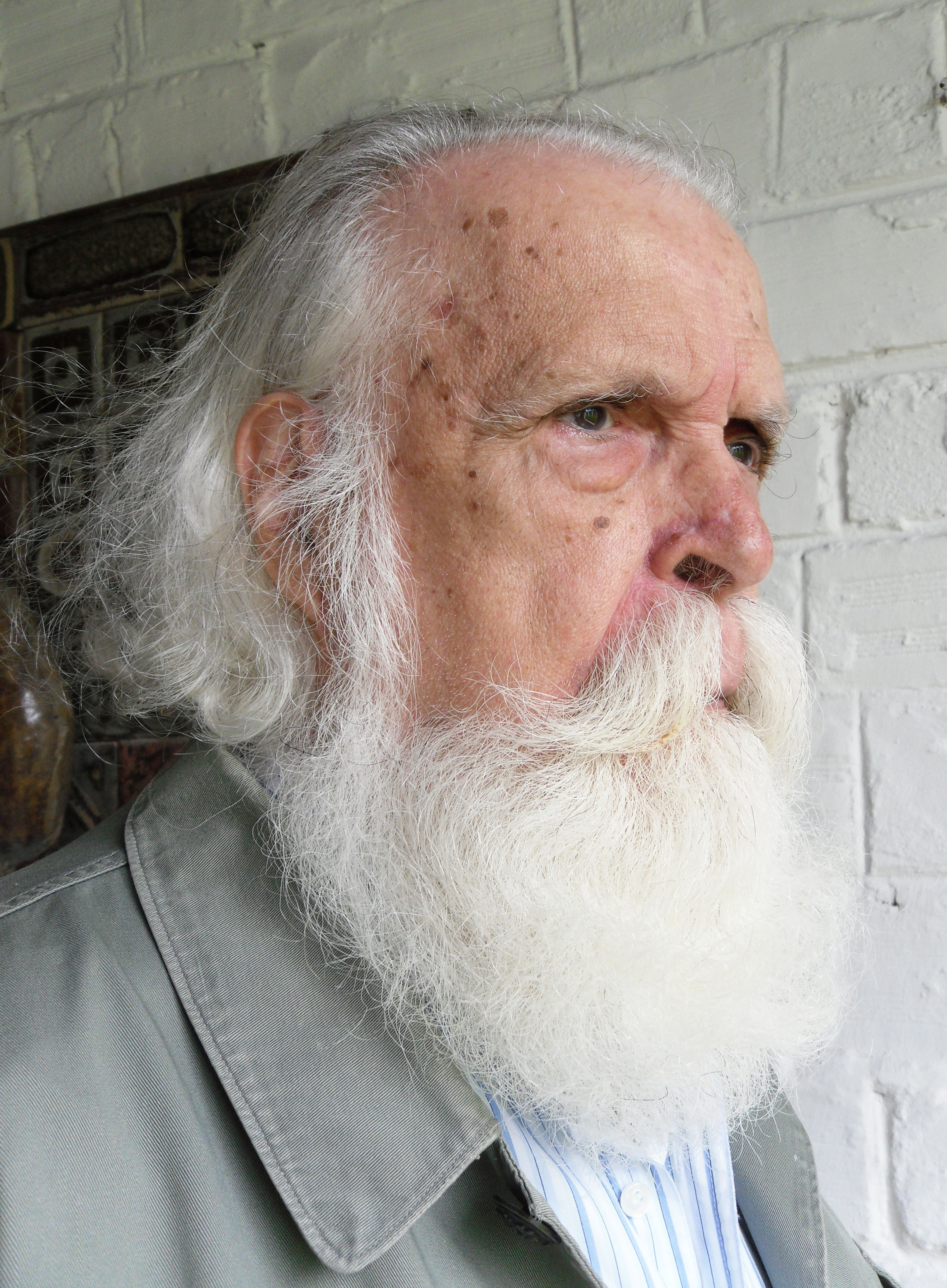
Франсиску Бреннанд

- Бреннанд, Франсиску (92) — бразильский скульптор[159].
- Винчестер, Шадон (27) — тринидадский футболист, нападающий, чемпион страны 2011/12[160].
- Вучинич, Войслав (80) — югославский и сербский деятель кино, директор киностудии «Югославия-фильм»[161].
- Делдер, Жюль (75) — нидерландский поэт[162].
- Джаст, Уорд (84) — американский журналист и писатель[163].
- Залуар, Алба (77) — бразильский социальный антрополог[164].
- Котельников, Константин Александрович (89) — советский и российский астрофизик, доктор физико-математических наук, профессор, сотрудник ФИАН[165].
- Мамби, Саул (72) — американский профессиональный боксёр, чемпион мира по версии ВБС в полусреднем весе (1980—1982)[166].
- Металлинос, Георгий (79) — греческий православный богослов, священник, историк и писатель[167].
- Мотидзуки, Ёсио (72) — японский государственный деятель, министр окружающей среды Японии (2002—2003)[168].
- Овьедо, Хосе Мигель (85) — перуанский писатель и литературный критик[169].
- Подболотов, Павел Алексеевич (80) — советский и российский историк, доктор исторических наук (1982), профессор (1985), ректор Санкт-Петербургского университета культуры и искусств (1991—2009)[170].
- Ром, Витольд Яковлевич (91) — советский и российский географ, автор школьных учебников по географии[171].
- Стейн, Стэнли (99) — американский историк[172].
- Ушаков, Максим Юрьевич (47) — российский художник-мультипликатор[173].

## 18 декабря

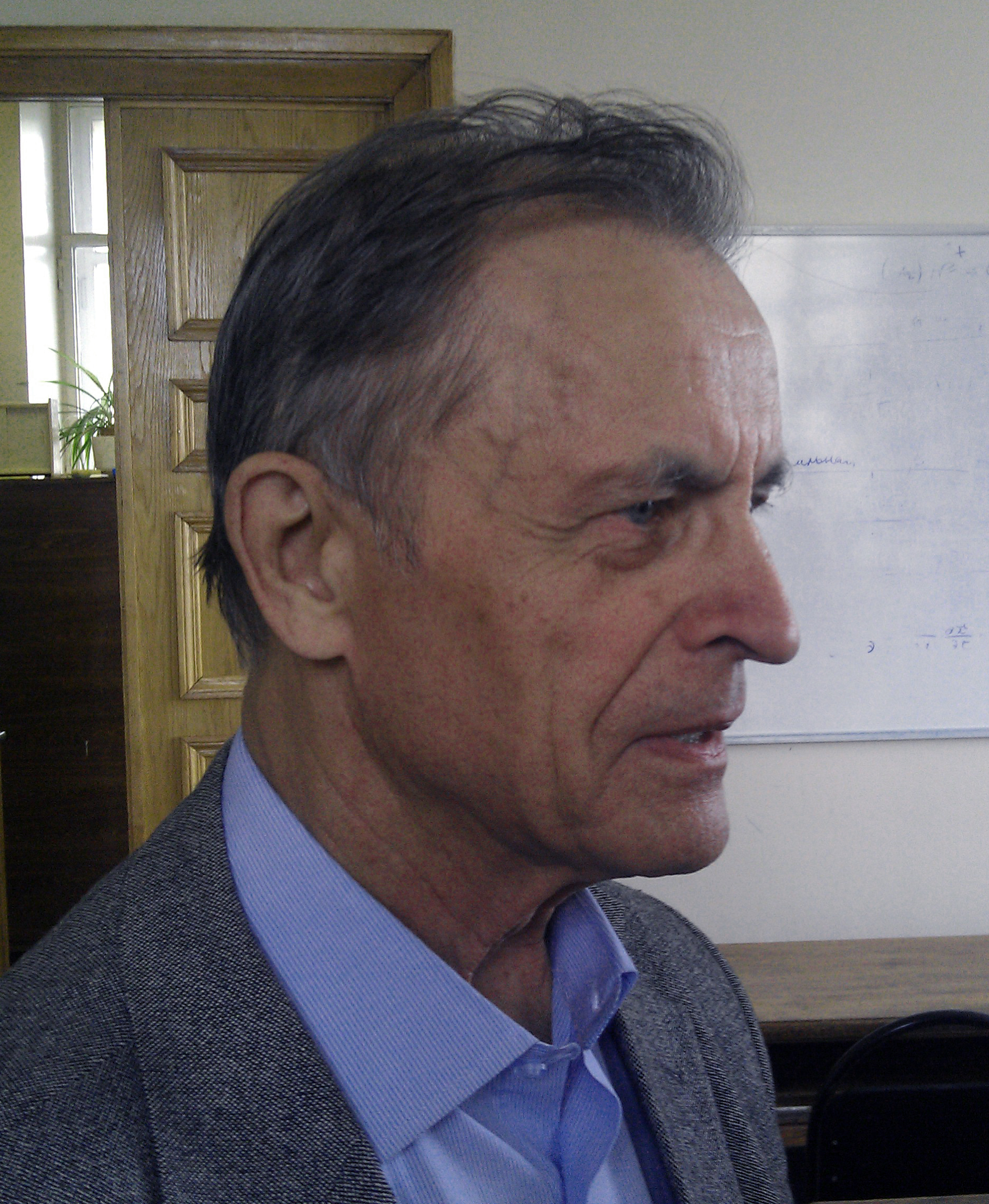
Рудольф Васин

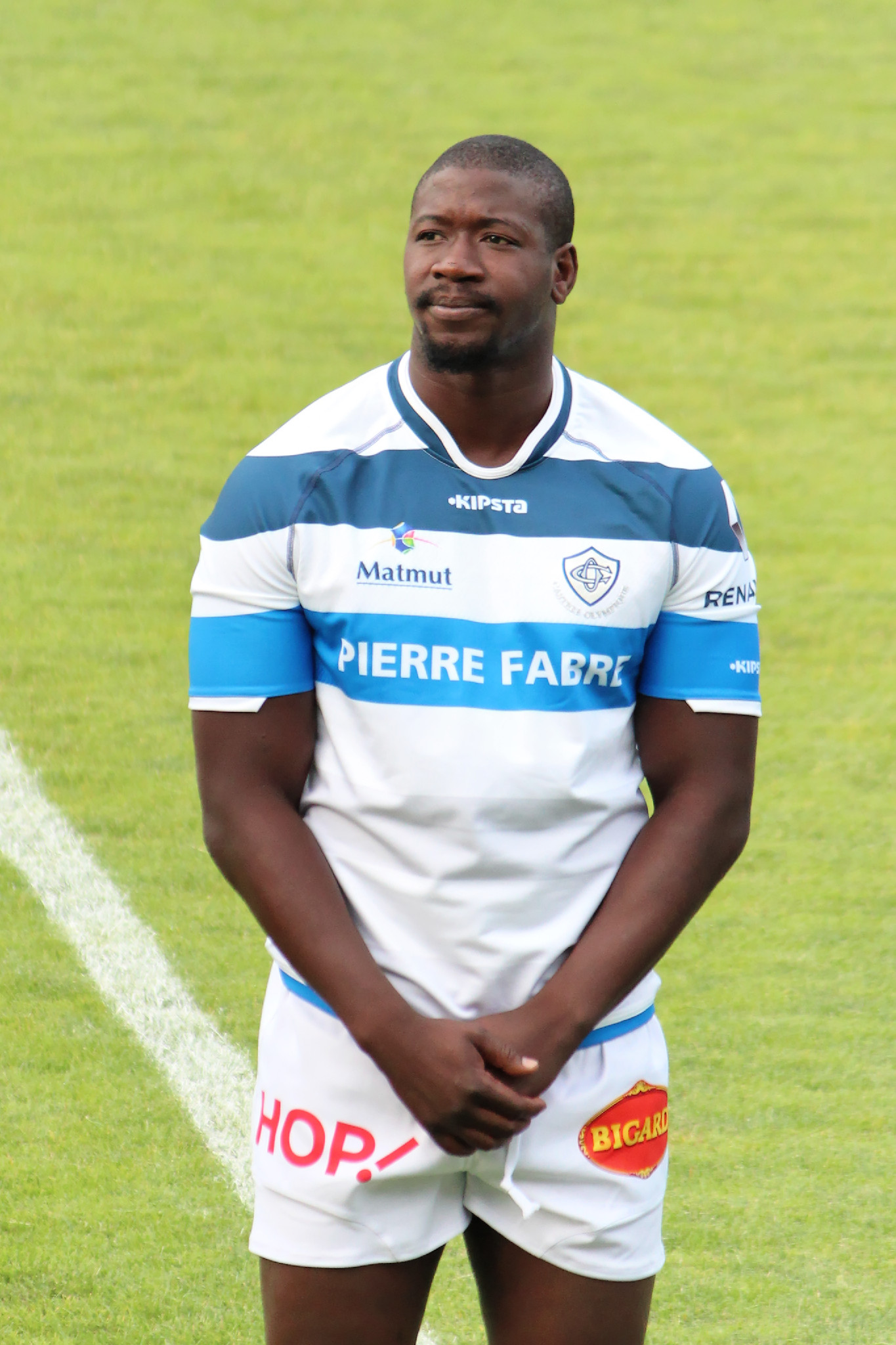
Ибрахим Диарра

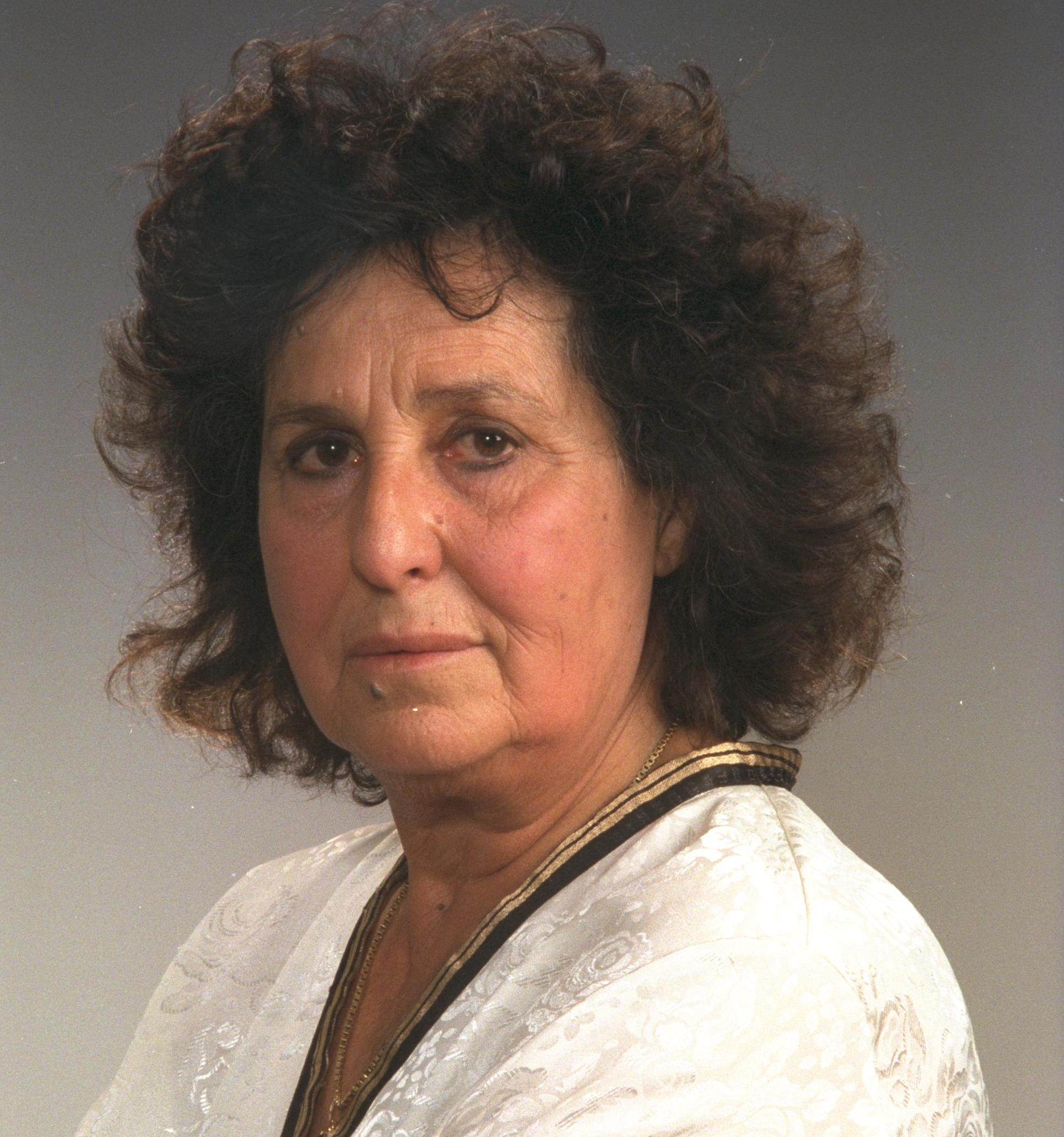
Геула Коэн

- Андион, Пачи (72) — испанский певец, музыкант и актёр; ДТП[174].
- Бакшеева, Галина Петровна (74) — советская теннисистка, тринадцатикратная чемпионка СССР[175][176].
- Баррьер, Ален (84) — французский певец[177].
- Бишоп, Ричард Лоуренс (88) — американский математик[178].
- Васин, Рудольф Алексеевич (82) — российский учёный в области механики, доктор физико-математических наук (1987), профессор кафедры теории упругости МГУ[179].
- Деспуи, Леандро (72) — аргентинский юрист, президент Комиссии по правам человека ООН (2001—2002)[180].
- Ди Ризио, Джанкарло (64) — итальянский бизнесмен в области моды[181].
- Диарра, Ибрахим (36) — французский регбист[182].
- Кангро, Марина Николаевна (61) — советский и российский архитектор[183].
- Коэн, Геула (93) — израильская журналистка и государственный деятель, депутат Кнессета (1973—1992), лауреат Премии Израиля (2003)[184].
- Куинджи, Наталия Николаевна (86) — советский и российский гигиенист, доктор медицинских наук, профессор[185].
- Линч, Кенни (81) — британский певец и актёр[186].
- Оже, Клодин (78) — французская актриса[187].
- Саймон, Эбби (99) — американский пианист[188].
- Ченцов, Юрий Сергеевич (89) — советский и российский биолог, доктор биологических наук (1971), заслуженный профессор МГУ (1996)[189].
- Шлегерис, Мариюс-Арвидас Броняус (74) — литовский философ, академик Академии наук Литвы[190].

## 17 декабря

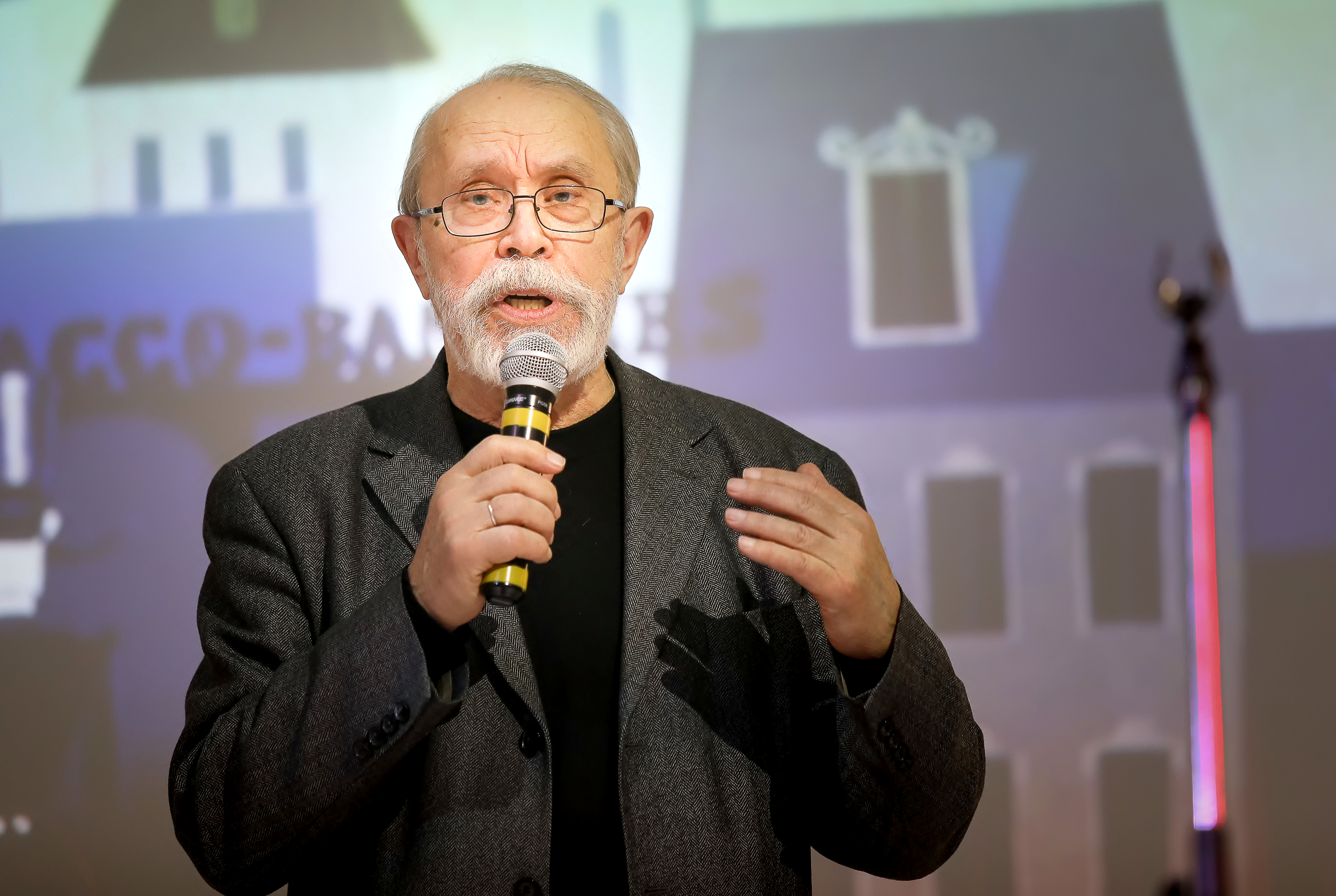
Сергей Алимов

- Алимов, Сергей Александрович (81) — советский и российский художник-мультипликатор, народный художник Российской Федерации (1999), академик РАХ (2002), главный художник Центрального театра кукол (с 1999 года)[191].
- Бальцер, Карин (81) — восточногерманская легкоатлетка, чемпионка летних Олимпийских игр в Токио (1964)[192].
- Билый, Иван Емельянович (77) — советский и украинский писатель[193].
- Гримберт, Жак (90) — французский дирижёр и хоровой дирижёр[194].
- Кинг, Кухлене (97) — британский геоморфолог[195].
- Клайнендорст, Скот (59) — американский хоккеист[196].
- Куракин, Виктор Владимирович (59) — российский скрипач, солист Ансамбля песни и пляски Северного флота, заслуженный артист Российской Федерации[197].
- Лагу, Шрирам (92) — индийский актёр театра и кино[198].
- Мопс дядя Пёс (46) — украинский треш-стример, бывший заключённый[199].
- Татикян, Ваграм Шагенович (70) — армянский писатель, композитор и певец[200].
- Уоллен, Питер (81) — британский режиссёр, сценарист и теоретик кино[201].
- Хорват, Бронко (89) — канадский хоккеист[202].
- Чен, Да (57) — американский писатель китайского происхождения[203].
- Числов, Илья Михайлович (54) — российский славист и переводчик сербской литературы[204].

## 16 декабря

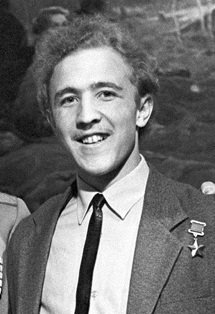
Юрий Шиков

- Корнберг, Ханс Лео (91) — англо-американский биохимик[205].
- Ларкин, Питер (93) — американский сценограф, 4-кратный обладатель премии «Тони»[206].
- Леменнисье, Бертран (76) — французский экономист[207].
- Лефевр, Бернар (89) — французский футболист, участник Олимпийских игр (1952)[208]
- Сидорова, Глафира Петровна (97) — советская и российская актриса, артистка Коми республиканского драматического театра, народная артистка СССР (1980)[209].
- Симпсон, Билл (79) — американский автогонщик и предприниматель, пионер в бизнесе безопасности гонок[210].
- Фергюсон, Джордж (67) — канадский хоккеист[211].
- Чесноков, Дмитрий Юрьевич (46) — российский футболист (о смерти стало известно в этот день)[212] .
- Шиков, Юрий Алексеевич (53) — участник Афганской войны, Герой Советского Союза (1987)[213][214].

## 15 декабря

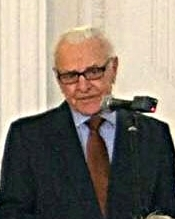
Михаил Ненашев

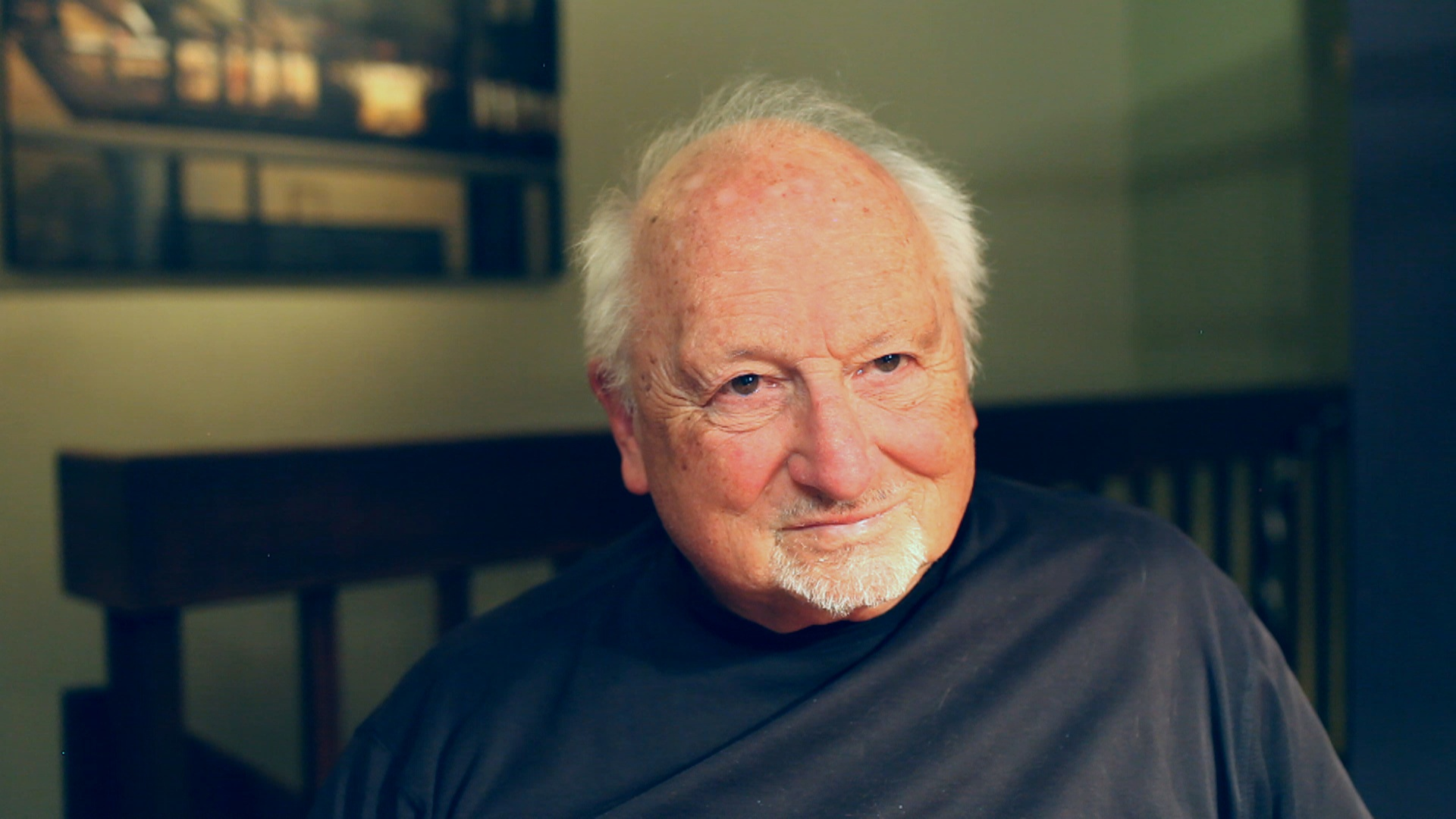
Чак Педдл

- Де Вигери, Жан (84) — французский историк[215].
- Железняк, Илья Иосифович (69) — российский инженер-строитель, доктор технических наук (1999), профессор[216].
- Застырец, Аркадий Валерьевич (60) — русский поэт, переводчик, журналист, драматург[217].
- Лейрак, Моник (91) — канадская актриса и певица[218].
- Лэмби, Дэвид (94) — британский государственный деятель, член Палаты общин (1970—1992)[219].
- Мудрих, Кристоф (59) — немецкий джазовый музыкант[220].
- Ненашев, Михаил Фёдорович (90) — советский и российский журналист и государственный деятель, главный редактор газеты «Советская Россия» (1978—1986), председатель Госкомиздата (1986—1989), Гостелерадио СССР (1989—1990), Госкомпечати (1990—1991), министр информации и печати СССР (1991)[221].
- Педдл, Чак (82) — американский инженер-электрик[222].
- Тянь Бо (87) — китайский вирусолог, действительный член Китайской академии наук (1991)[223].
- Фун Юаньчэн[англ.] (100) — американский биоинженер, член Национальной инженерной академии США (1979), Национальной академии наук США (1992)[224].
- Хенсон, Никки (74) — английский актёр[225].

## 14 декабря

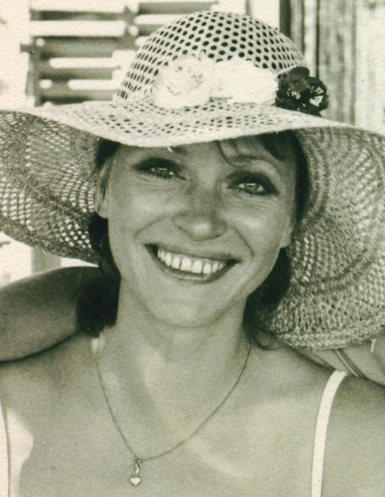
Анна Карина

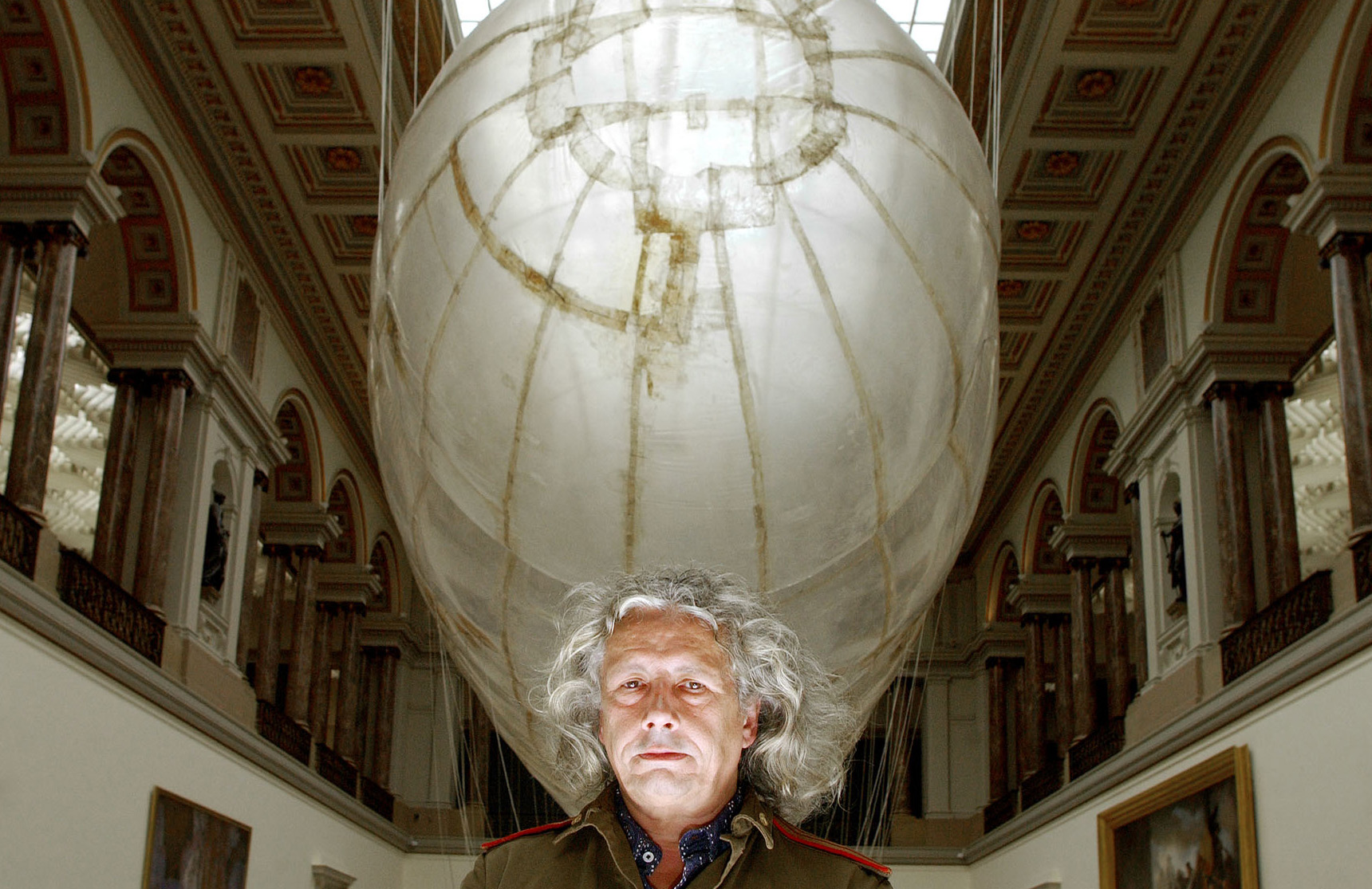
Панамаренко

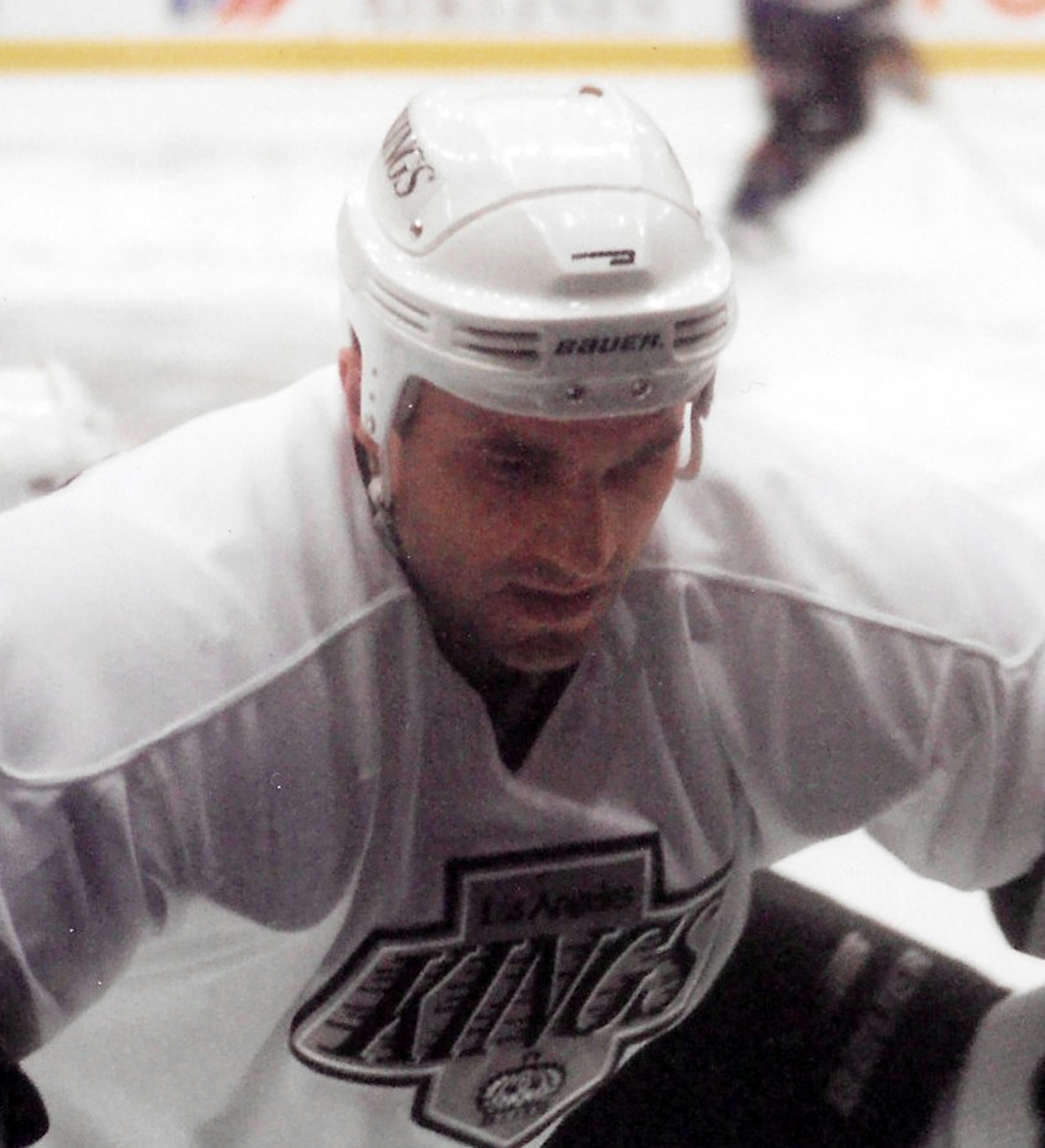
Владимир Цыплаков

- Айрапетян, Вардан Эминович (71) — армянский филолог-русист[226].
- Батанин, Юрий Анатольевич (67) — советский и российский художник-мультипликатор[227].
- Беляев, Юрий Иванович (85) — советский футболист, чемпион летних Олимпийских игр в Мельбурне (1956), заслуженный мастер спорта СССР (1991)[228].
- Бочковский, Владислав Всеволодович (69) — советский и российский режиссёр, оператор-теледокументалист и путешественник[229].
- Браво, Чуи (63) — мексиканский и американский актёр[230][231].
- Великоиваненко, Борис Владимирович (53) — советский и российский бодибилдер, трёхкратный чемпион Европы, чемпион СССР и России[232].
- Анна Карина (79) — датская и французская актриса театра и кино, кинорежиссёр, сценаристка, певица[233].
- Каркоць, Михаил (100) — украинский военный офицер, нацистский пособник[234].
- Ку Чжа Гён (94) — южнокорейский бизнесмен, глава корпорации LG Group (1970—1995)[235].
- Лавалетт, Бернар (93) — французский актёр[236][237].
- Мельников, Михаил Николаевич (59) — российский оториноларинголог, доктор медицинских наук (1994), профессор (1999)[238].
- Никитин, Виктор Яковлевич (91) — советский и российский учёный в области ветеринарной медицины, доктор ветеринарных наук, профессор (1972), ректор Ставропольского сельскохозяйственного института (1984—1999), заслуженный деятель науки РСФСР (1981)[239].
- Панамаренко (79) — бельгийский художник и скульптор[240].
- Рогатин, Феликс (91) — американский банкир и дипломат[241].
- Сиддхарт, Гита — индийская актриса[242][243].
- Сингер, Джером (95) — американский психолог[244].
- Таиров, Юрий Михайлович (88) — советский и российский физик, доктор технических наук (1975), заслуженный профессор ЛЭТИ, заслуженный деятель науки и техники Российской Федерации (1992)[245].
- Уильямс, Ирв (100) — американский джазовый саксофонист и композитор[246].
- Цыплаков, Владимир Викторович (50) — советский и белорусский хоккеист и тренер, серебряный призёр чемпионата России по хоккею в составе казанского Ак Барса (2001/02)[247].

## 13 декабря

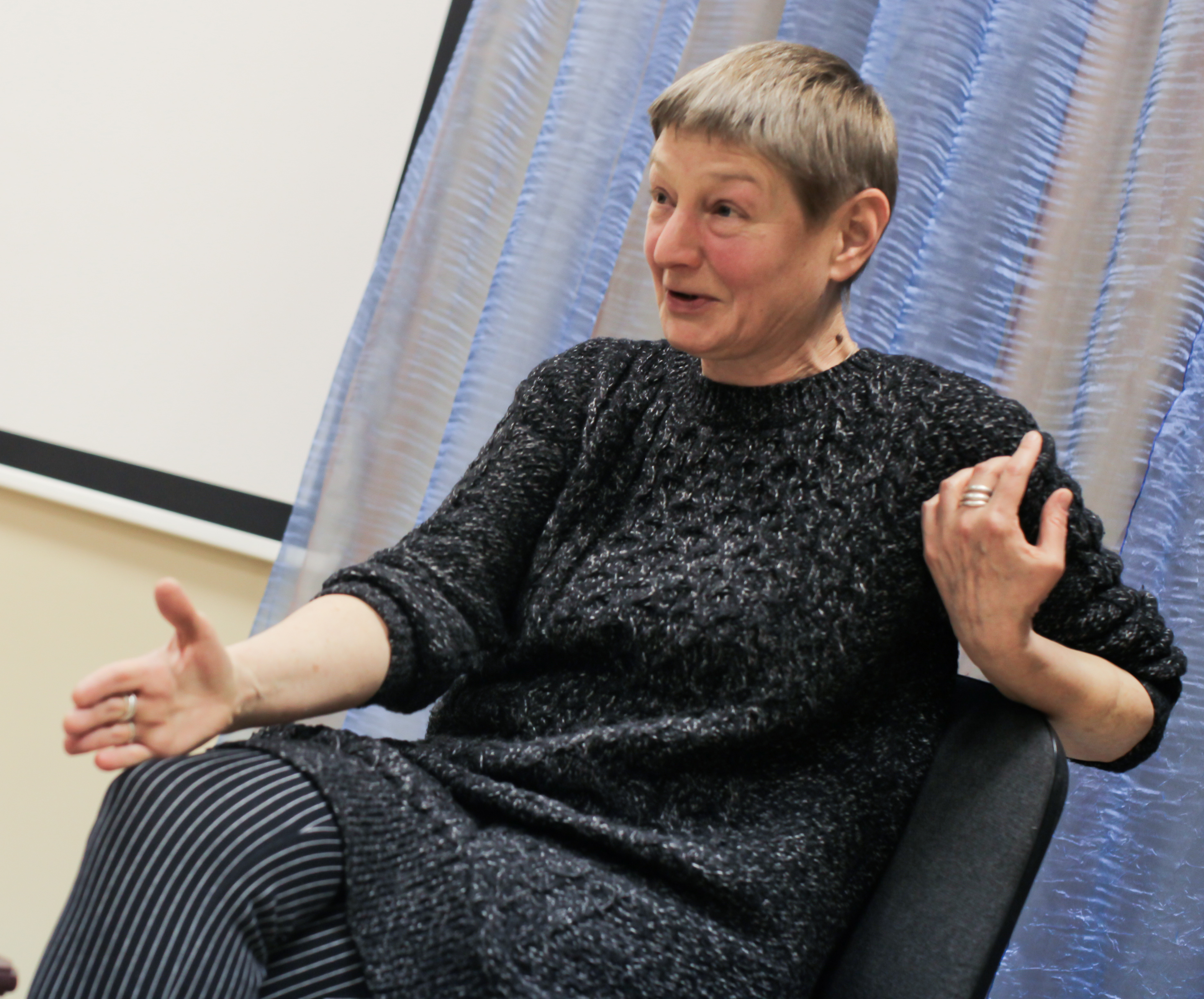
Екатерина Дурова

- Бальтус, Герд (87) — немецкий актёр[248][249].
- Биттейкер, Лоуренс (79) — американский серийный убийца и насильник[250].
- Дурова, Екатерина Львовна (60) — российская актриса театра и кино, заслуженная артистка Российской Федерации[251].
- Лоуни, Рой (73) — американский певец и гитарист (The Flamin’ Groovies)[252].
- Матиев, Сайидрахман Сарбаевич (60) — киргизский дирижёр и поэт, народный артист Киргизской Республики (2017)[253].
- Мерсье, Шила (100) — британская актриса[254].
- Пашаян, Бенур Алексанович (60) — советский борец греко-римского стиля, чемпион мира (1982; Эдмонтон и 1983; Киев), заслуженный мастер спорта СССР (1982)[255].
- Сартаев, Султан Сартаевич (92) — советский и казахстанский юрист, академик НАН Казахстана (2002)[256].
- Свик, Альфонс (83) — бельгийский шоссейный велогонщик, победитель этапа на «Вуэльте» (1960) и велогонки Тур Бельгии (1960)[257].
- Тёмкин, Эдуард Наумович (91) — советский и российский индолог, санскритолог[258].
- Федик, Иван Иванович (83) — советский и российский физик-ядерщик, генеральный директор НПО «Луч» (1989—2008), член-корреспондент РАН (2000)[259][260].
- Цапф-фон Гессе, Гудрун (101) — немецкий типограф, разработчик шрифтов[261].
- Шеляг-Сосонко, Юрий Романович (86) — советский и украинский геоботаник, академик НАНУ (1991; академик АН УССР с 1990)[262].

## 12 декабря

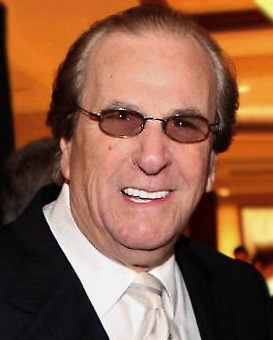
Дэнни Айелло

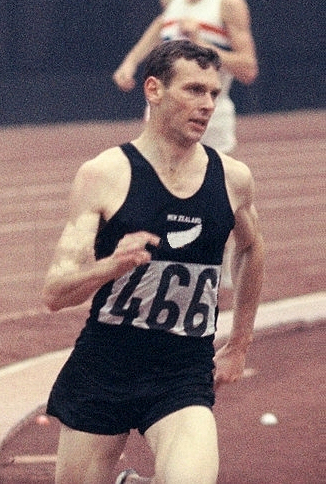
Питер Снелл

- Айелло, Дэнни (86) — американский актёр[263].
- Аронов, Эдуард Львович (83) — советский и российский медицинский работник, заслуженный врач России[264].
- Болдуин, Далтон (87) — американский пианист[265].
- Голлапуди Марути Рао (80) — индийский киноактёр, сценарист, драматург и писатель[266] Архивная копия от 12 декабря 2019 на Wayback Machine.
- Карапетян, Борис Карапетович (95) — советский и армянский сейсмолог, академик Национальной академии наук Республики Армения (1996)[267].
- Команов, Владимир Геннадьевич (81) — советский и украинский ракетный конструктор, Герой Украины (2002)[268].
- Мидгли, Роджер (95) — британский спортсмен по хоккею на траве, бронзовый призёр летних Олимпийских игр в Хельсинки (1952)[269].
- Озмент, Стивен (80) — американский историк[270].
- Рогатинский, Желько (68) — хорватский экономист, управляющий Хорватским народным банком[271].
- Сафронов, Михаил Вячеславович (70) — советский и российский театральный деятель, директор Свердловского театра музыкальной комедии (с 1999), заслуженный работник культуры РФ (1994)[272].
- Скотт, Джек (83) — канадский певец[273] (о смерти стало известно в этот день).
- Смолянский, Гуннар (86) — шведский фотограф[274].
- Снелл, Питер (80) — новозеландский легкоатлет, трёхкратный чемпион летних Олимпийских игр (1960, 1964, 1964)[275].
- Солландер, Стиг (93) — шведский горнолыжник, бронзовый призёр зимних Олимпийских игр в Кортина-д’Ампеццо (1956)[276].
- Умэмия, Тацуо (81) — японский актёр[277].
- Чечет, Валерий Михайлович (58) — российский бард[278].
- Эрнандес, Хорхе (65) — кубинский боксёр, чемпион летних Олимпийских игр в Монреале (1976)[279].

## 11 декабря

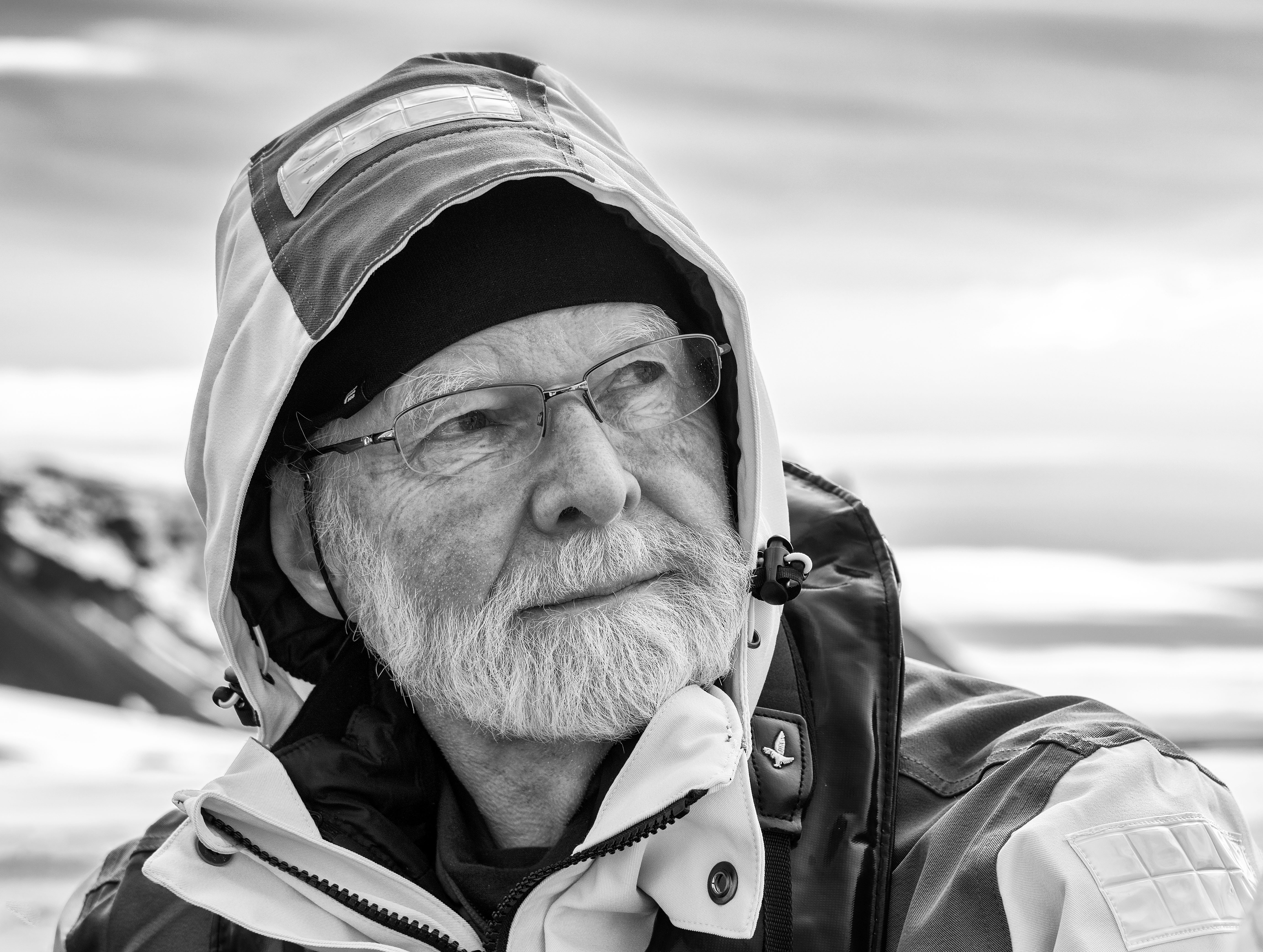
Джеймс Маккарти

- Артамонов, Евгений Алексеевич (68) — советский и российский поэт[280].
- Афонин, Юрий Михайлович (82) — советский и российский поэт, хормейстер Рязанского академического хора имени Попова, заслуженный артист РСФСР[281].
- Беллами, Дэвид (86) — британский писатель, телеведущий, эколог и ботаник[282].
- Бертельсен, Альберт (98) — датский художник[283].
- Варнке, Мартин (82) — немецкий историк искусства, лауреат премии имени Лейбница (1991)[284].
- Гаевский, Херберт (80) — немецкий математик, лауреат Национальной премии ГДР (1972)[285].
- Грэм, Джон, 4-й баронет Ларберт (93) — британский дипломат, постоянный представитель Великобритании в ранге посла при НАТО (1982—1986)[286].
- Де Бурон, Николь (90) — французская писательница[287].
- Йирмал, Иржи (94) — чешский гитарист и композитор[288].
- Коттон, Крис (32) — американский артист-комик[289].
- Лапорт, Ги (71) — французский актёр[290].
- Маккарти, Джеймс (75) — американский океанолог, член Американской академии искусств и наук[291] Архивная копия от 12 декабря 2019 на Wayback Machine.
- Макфили, Уильям (89) — американский историк, лауреат Пулитцеровской премии (1982)[292].
- Раджарам, Наваратна Шриниваса (76) — индийский математик, историк и лингвист[293].
- Рахманов, Владимир Степанович (69) — советский и российский реставратор деревянного зодчества, главный архитектор-реставратор Преображенской церкви Кижского погоста[294].
- Уи, Энн Элизабет (93) — пионер профессиональной социальной работы в Сингапуре[295].
- Хейнеман, Ларри (75) — американский писатель[296].
- Эфендиев, Килостан Касимович (95) — советский партийный и государственный деятель[297].
- Янг, Иэн (76) — шотландский футболист, чемпион Шотландии (1965—1966) в составе «Селтика»[298].

## 10 декабря

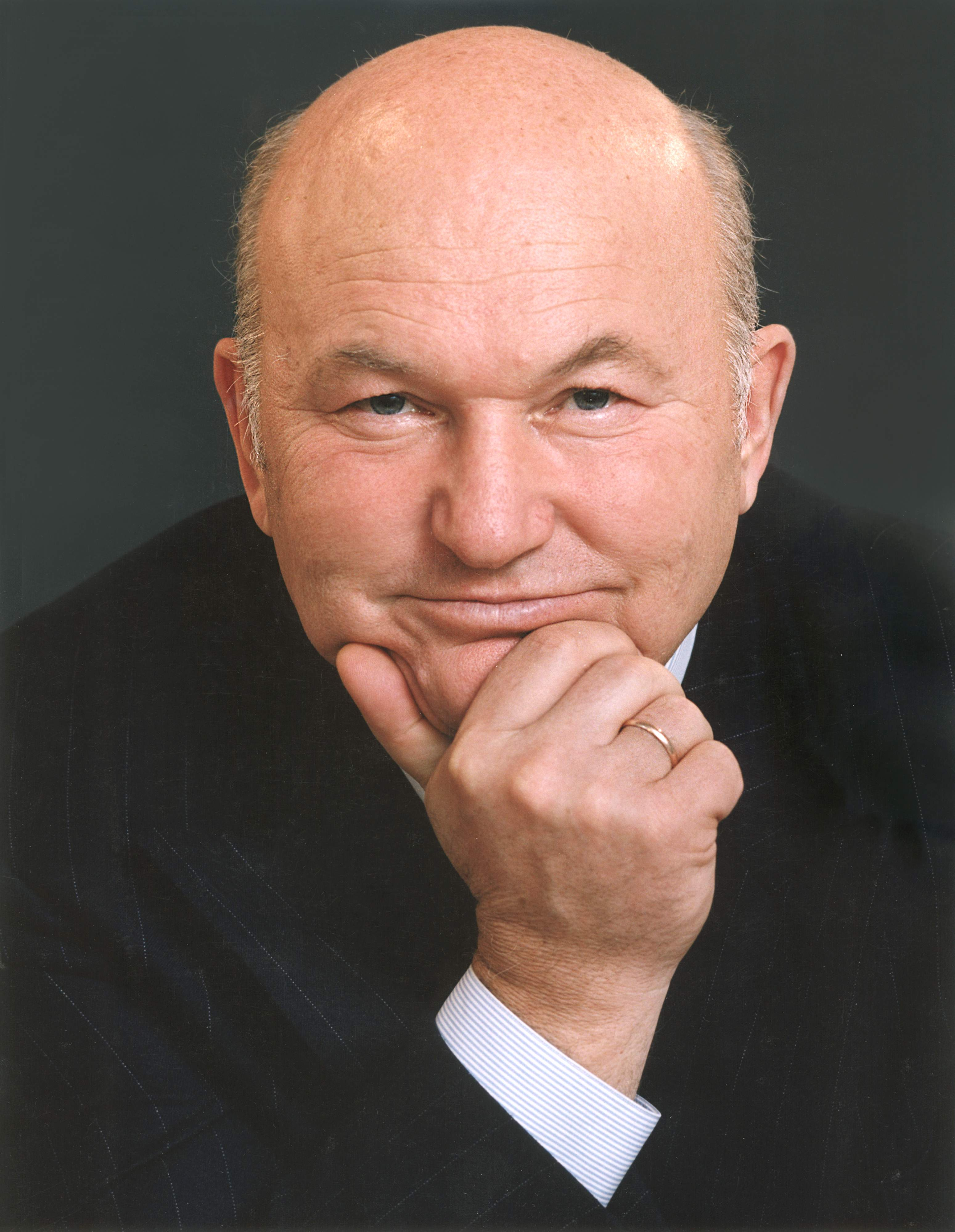
Юрий Лужков

- Беттс, Петер (78) — швейцарский писатель[299].
- Васкес, Фабио (79) — колумбийский революционер, один из основателей Армии национального освобождения[300].
- Гедат, Вольфганг (79) — немецкий биолог и писатель[301].
- Дент, Фредерик (97) — американский государственный деятель, министр торговли США (1973—1975)[302].
- Зардания, Амиран Семёнович (82) — советский и абхазский футболист, мастер спорта СССР[303].
- Кингсли, Гершон (97) — немецко-американский композитор[304].
- Киффи, Барри (74) — британский драматург и сценарист[305].
- Лебедева, Елена Николаевна (91) — редактор Всесоюзного радио, основатель и автор «Радионяни»[306].
- Лужков, Юрий Михайлович (83) — советский и российский государственный и политический деятель, мэр Москвы (1992—2010), полный кавалер ордена «За заслуги перед Отечеством»[307].
- Маккеон, Филип (55) — американский актёр[308].
- Матвеев, Андрей Александрович (65) — русский писатель и журналист[309].
- Пейрони, Андре (99) — французский авиамеханик, последний французский ветеран авиаполка «Нормандия — Неман»[310].
- Смит, Джим (79) — английский футболист и тренер[311].
- Слодовы, Адам (96) — польский изобретатель, писатель и телеведущий, лауреат ордена Улыбки (1972)[312].
- Талыпин, Олег Евгеньевич (90) — советский и российский фаготист, профессор кафедры деревянных духовых инструментов Санкт-Петербургской консерватории, народный артист Российской Федерации (2011)[313].
- Эфендиев, Ялчин Гейдар оглы (82) — советский и азербайджанский кинорежиссёр, народный артист Азербайджана (2007)[314].

## 9 декабря

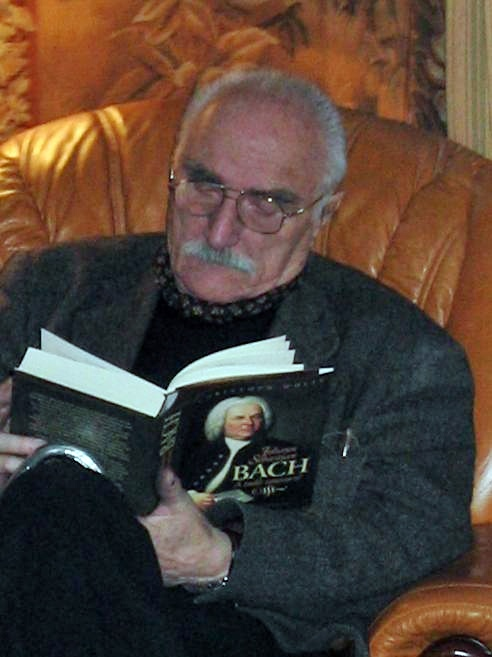
Имре Варга

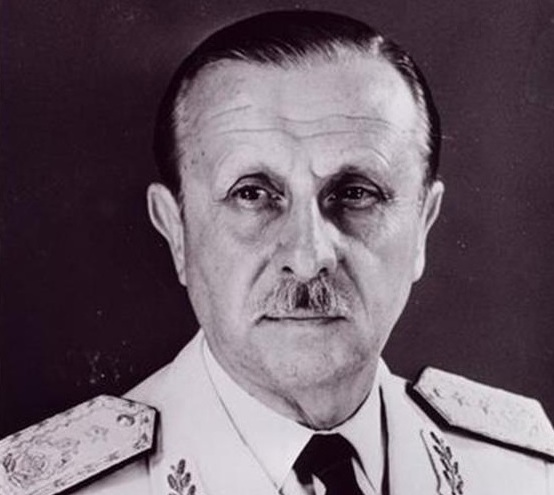
Омар Граффинья

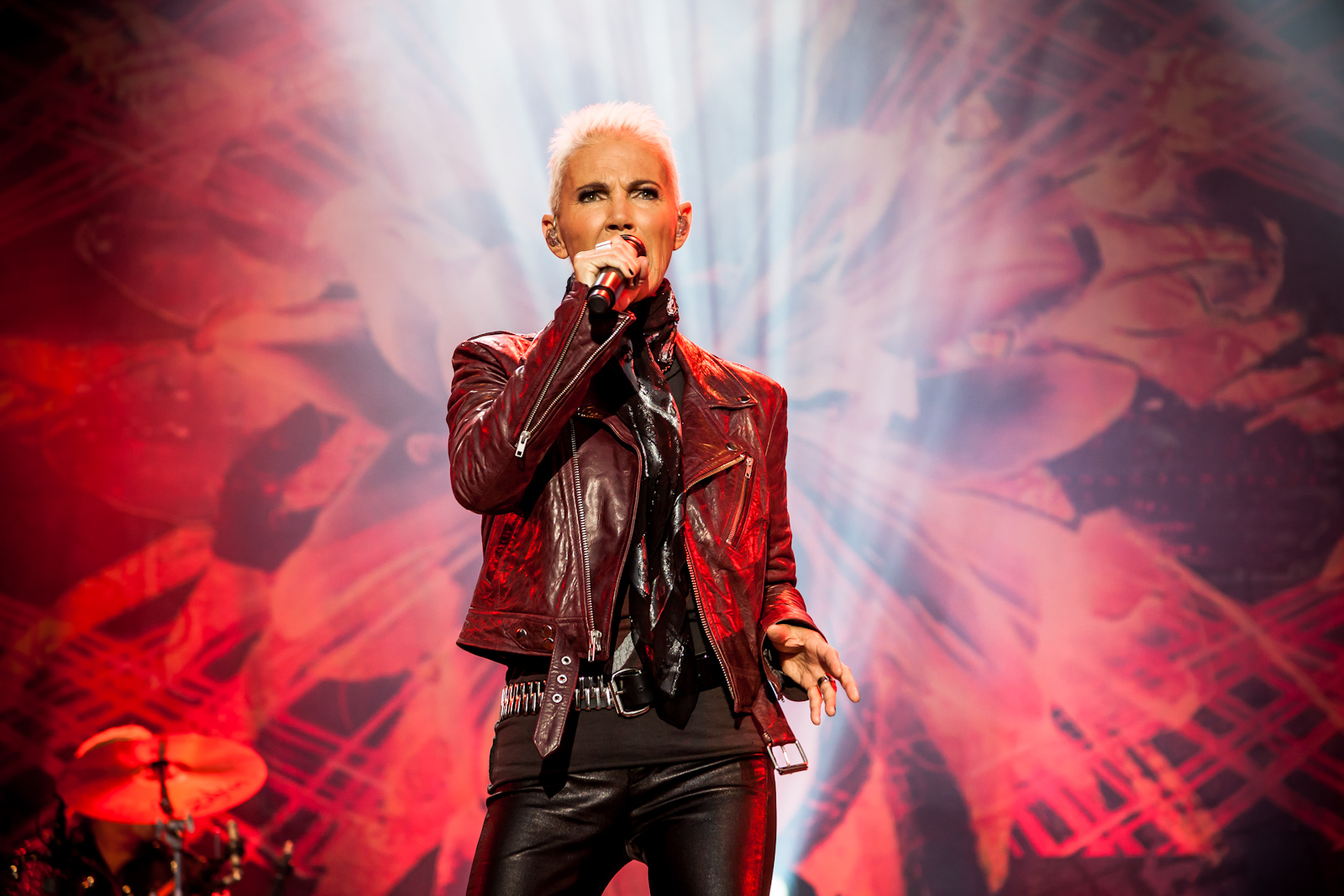
Мари Фредрикссон

- Арутюнян, Рафаэль Варназович (65) — советский и российский физик-ядерщик, доктор физико-математических наук (1997), профессор (2006)[315].
- Аскаров, Салават Ахметович (73) — советский и российский певец, солист Башкирского театра оперы и балета, народный артист Российской Федерации (2011)[316].
- Баль, Сантьяго (83) — аргентинский актёр[317].
- Барранс, Джеральд (86) — американский поэт; ДТП[318].
- Бахнер, Герт (89) — немецкий дирижёр, директор Лейпцигского оперного театра (с 1980 года)[319].
- Варга, Имре (96) — венгерский скульптор[320].
- Граффинья, Омар (93) — аргентинский генерал, главнокомандующий ВВС Аргентины (1979—1981)[321].
- Ким Уджун (82) — южнокорейский бизнесмен, основатель финансово-промышленной группы Daewoo[322].
- Люс, Уильям (88) — американский драматург и сценарист[323].
- Мартиросян, Сурен Левонович (70) — советский и армянский футболист, игрок ереванского «Арарата» (1966—1977)[324].
- Никкен, Педро (74) — венесуэльский юрист, президент Межамериканского суда по правам человека (1983—1986)[325].
- Ордас, Патрис (68) — французский писатель[326].
- Паланка, Мико (41) — филиппинский актёр[327].
- Подкорытов-Курганский, Сергей Витальевич (53) — российский музыкант, поэт и композитор[328].
- Ранкич, Зоран (84) — югославский и сербский писатель и актёр[329].
- Румянцев, Игорь Михайлович (96) — советский и российский актёр, артист Русского театра драмы Карелии[330].
- Турок, Бен (92) — южноафриканский активист и сторонник движения против апартеида[331].
- Фредрикссон, Мари (61) — шведская певица, солистка группы Roxette[332].
- Фрейтс, Пит (34) — американский бейсболист, вдохновитель кампании Ice Bucket Challenge[333].
- Элизабет Миллисент Сазерленд, 24-я графиня Сазерленд (98) — шотландская аристократка, графиня Сазерленд (с 1963 года), глава клана Сазерленд[334].

## 8 декабря

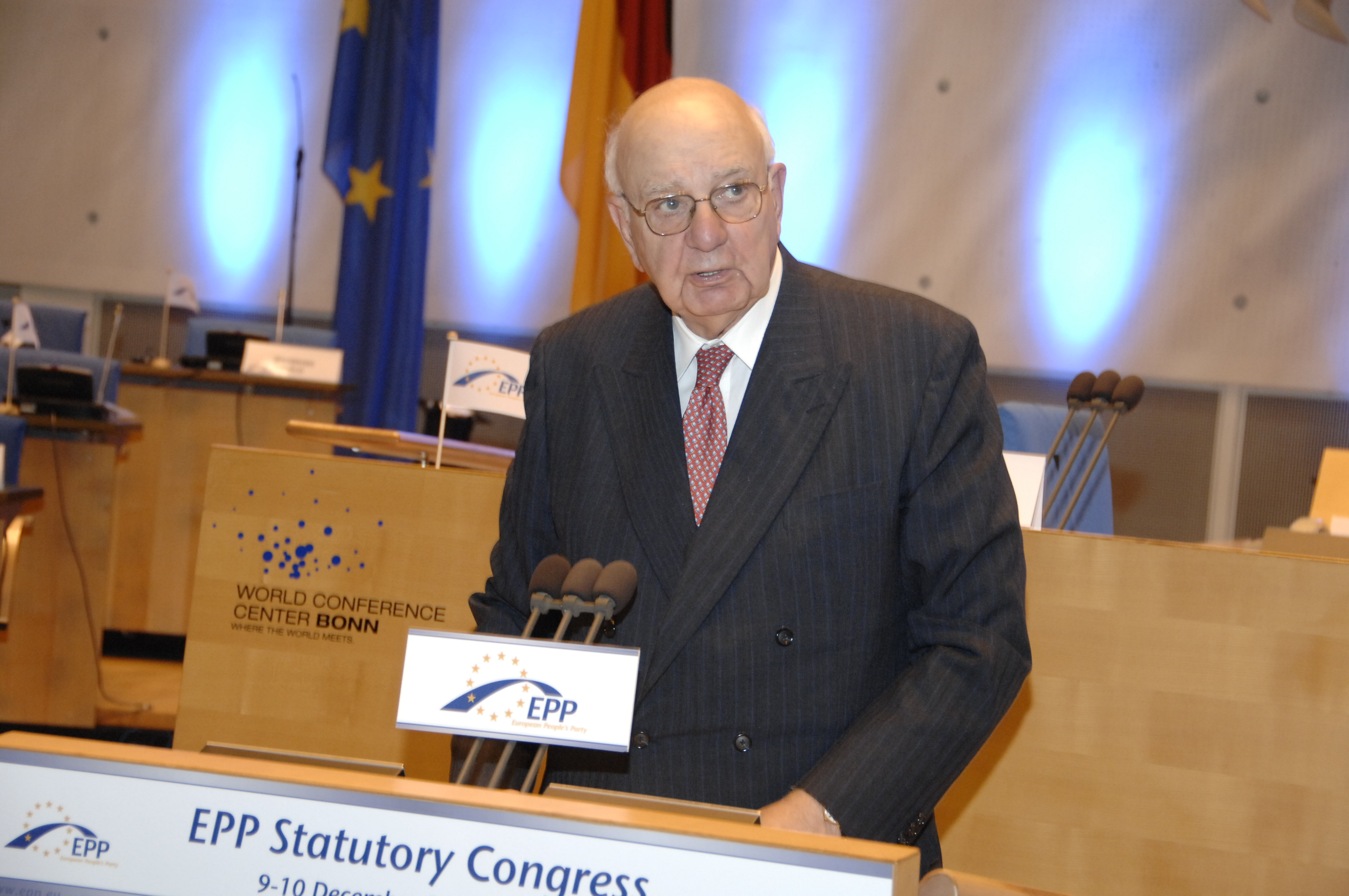
Пол Волкер

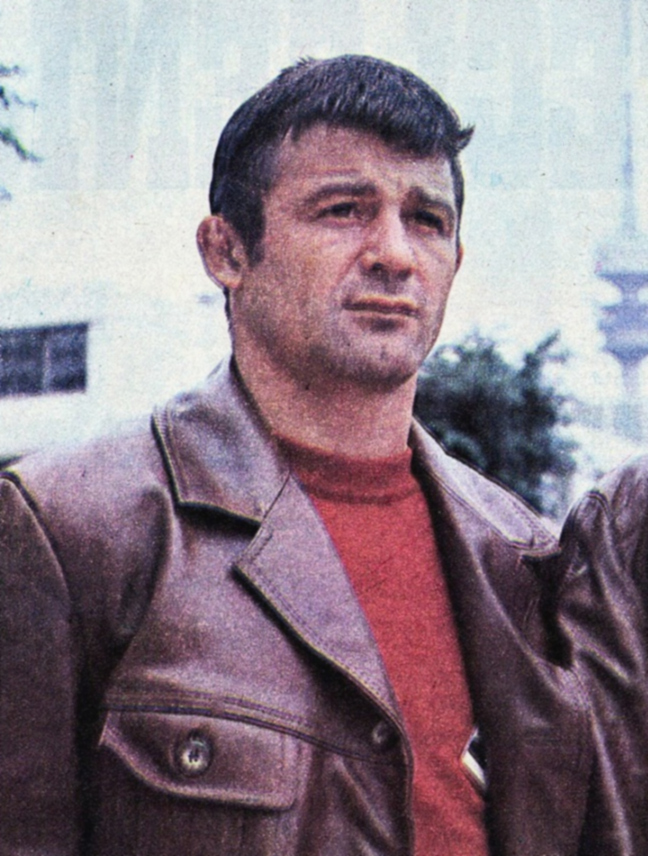
Звонимир Вуин

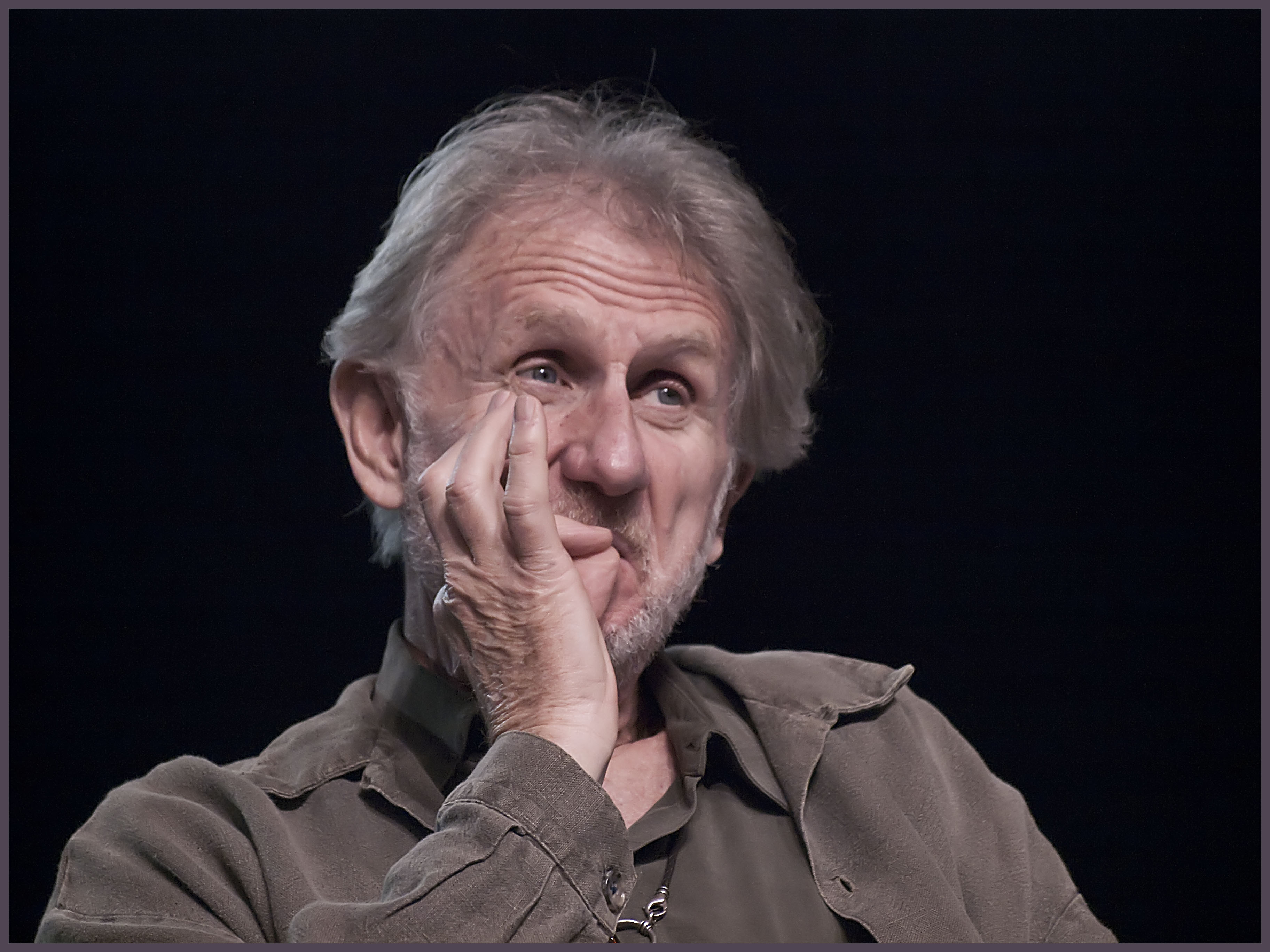
Рене Обержонуа

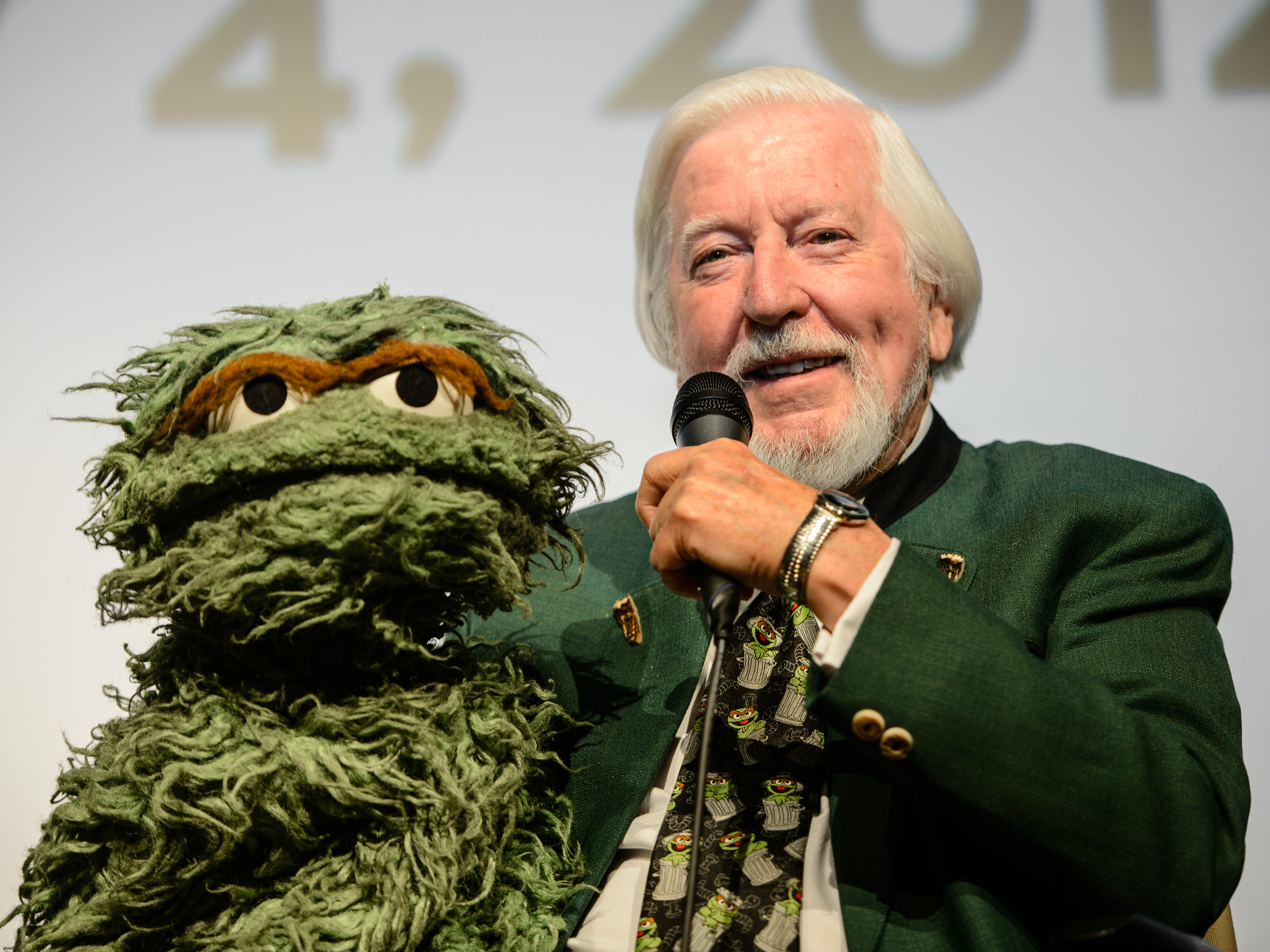
Кэролл Спинни

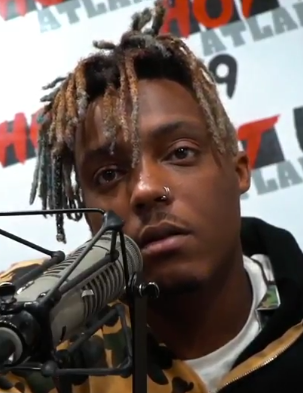
Juice WRLD

- Волкер, Пол (92) — американский экономист и государственный деятель, глава Федеральной резервной системы США (1979—1987)[335].
- Вуин, Звонимир (76) — югославский боксёр, бронзовый призёр летних Олимпийских игр в Мехико (1968) и в Мюнхене (1972)[336].
- Ефрем (Мораитис) (91) — священнослужитель Американской архиепископии Константинопольской православной церкви, архимандрит, миссионер[337].
- Канадзава, Хирокадзу (88) — японский учитель карате стиля сётокан[338].
- Обержонуа, Рене (79) — американский актёр[339].
- Рожерио Пипи (97) — португальский футболист, чемпион Португалии (1942—1943, 1944—1945, 1949—1950) в составе «Бенфики»[340].
- Пундик, Герберт (92) — датско-израильский журналист и писатель[341].
- Спинни, Кэролл (85) — американский кукловод, актёр озвучивания, художник-иллюстратор, писатель[342].
- Хелмс, Вильгельм (95) — немецкий политик, депутат Европейского парламента (1979—1984)[343].
- Щедрин, Николай Васильевич (66) — российский правовед, доктор юридических наук, профессор кафедры деликтологии и криминологии Сибирского федерального университета[344].
- Эскин, Борис Михайлович (82) — русский поэт, прозаик, сценарист, драматург[345].
- Juice WRLD (21) — американский рэпер; передозировка[346].

## 7 декабря

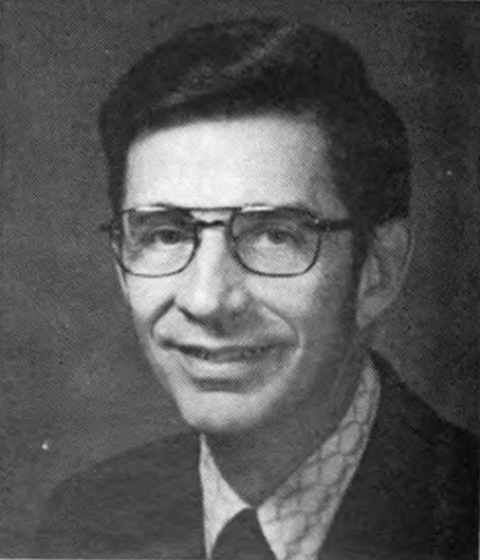
Беркли Беделл

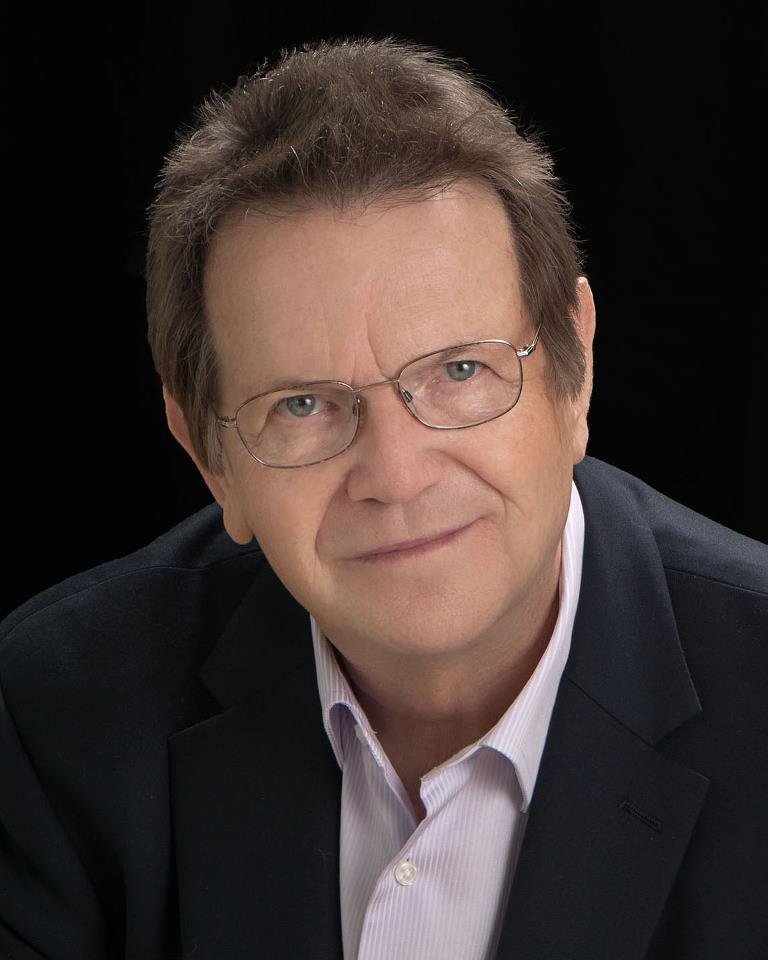
Рейнхард Боннке

Юрий Демьянов

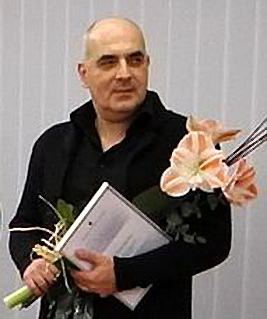
Заза Урушадзе

- Беделл, Беркли (98) — американский государственный деятель, член Палаты представителей США от штата Айова (1975—1987)[347].
- Боннке, Рейнхард (79) — немецкий евангелист-пятидесятник[348].
- Винклер, Вольфганг (76) — немецкий актёр[349].
- Демьянов, Юрий Андреевич (88) — советский и российский учёный в области аэрогазодинамики, доктор технических наук (1965), профессор (1969)[350].
- Йоос, Герберт (79) — немецкий джазовый трубач[351].
- Коффи Диби, Шарль (62) — ивуарийский государственный деятель, министр иностранных дел Кот д’Ивуара (2012—2016)[352].
- Ландри, Бертран (74) — французский государственный деятель, директор канцелярии президента (1995—2002)[353].
- Маккуин, Джо (100) — американский джазовый саксофонист[354].
- Сабанов, Юрий Андреевич (69) — советский и российский тренер по боксу, заслуженный тренер России (1995)[355].
- Сондерс, Рон (87) — английский футболист и тренер[356].
- Стритфейлд, Саймон (90) — британо-канадский альтист, дирижёр и педагог[357].
- Урбан, Богумил (85) — словацкий дирижёр[358].
- Урушадзе, Заза Рамазович (53) — грузинский кинорежиссёр, сын Р. П. Урушадзе[359].
- Фигес, Кейт (62) — британская писательница[360].

## 6 декабря

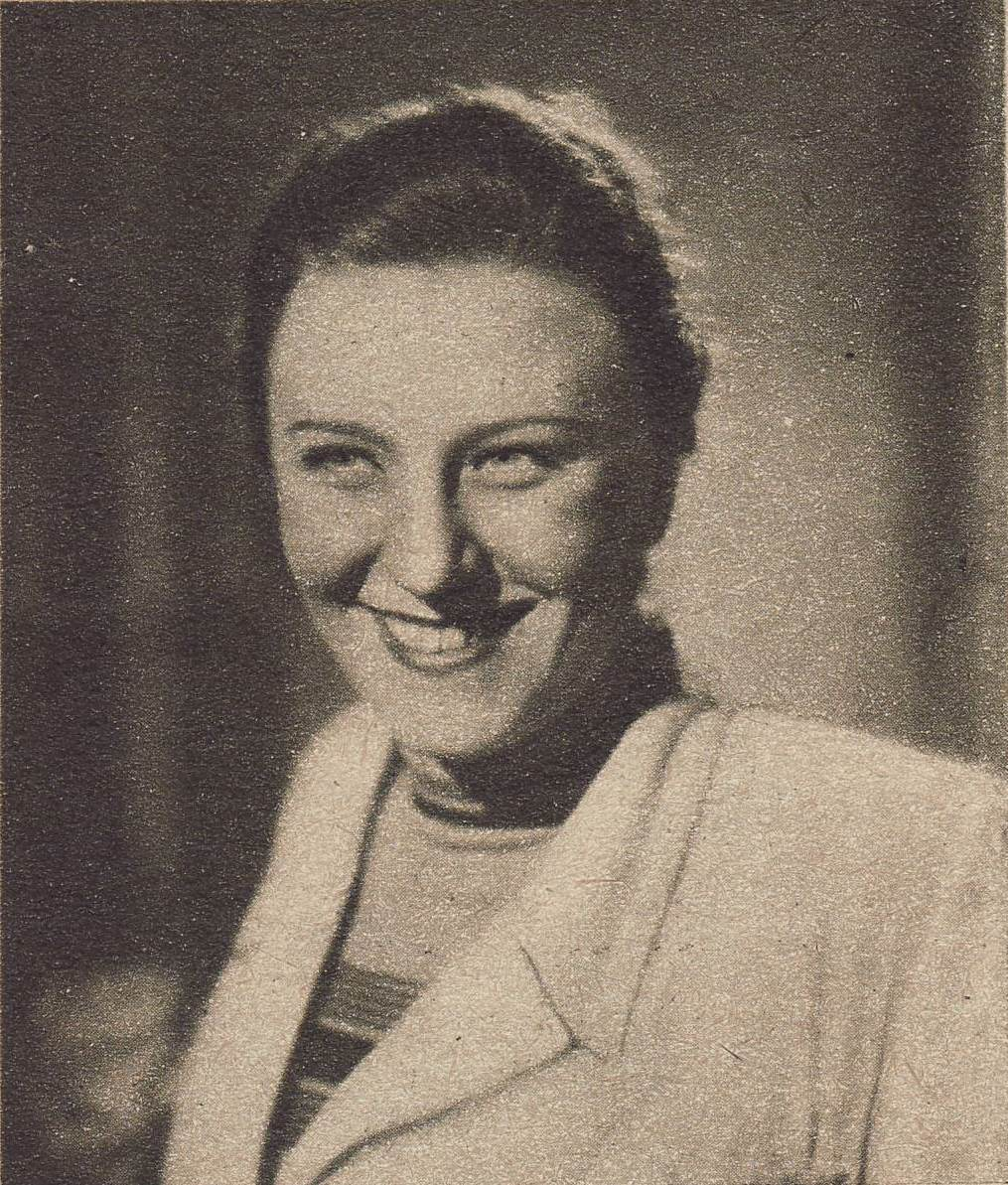
Ирена Лясковская

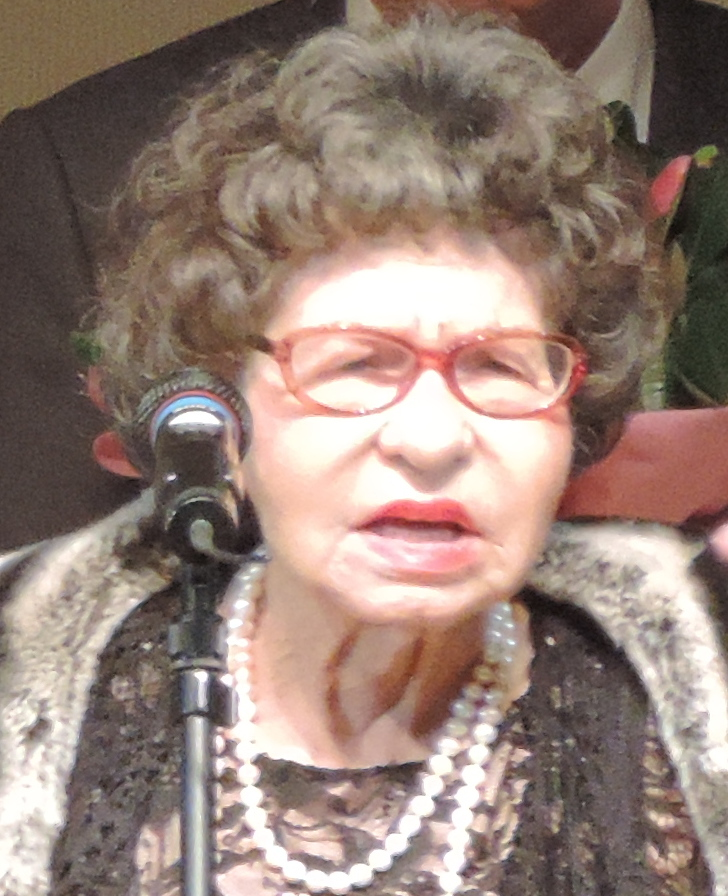
Стоянка Мутафова

- Абрамов, Евда Сасунович (71) — азербайджанский общественный и политический деятель, депутат Милли Меджлиса Азербайджана[361].
- Вэй Синхуа (94) — китайский экономист и педагог[362].
- Галуцкий, Геннадий Павлович (82) — советский передовик промышленного производства, Герой Социалистического Труда (1966) (о смерти объявлено в этот день)[363].
- Кремпаски, Юлиус (88) — словацкий физик, член-корреспондент Словацкой академии наук[364].
- Либман, Рон (82) — американский актёр, лауреат премии «Эмми» (1979)[365].
- Лу Шисинь (89) — китайский онкопатолог, действительный член Китайской академии наук (1997)[366].
- Лясковская, Ирена (94) — польская актриса[367].
- Мутафова, Стоянка (97) — болгарская актриса[368].
- Рахман Хан, Махфузур (70) — бангладешский кинорежиссёр, киноактёр и кинопродюсер[369].
- Сарап, Энн (74) — эстонский государственный деятель, министр транспорта и коммуникаций Эстонии (1992—1993)[370].
- Хёйг, Пит (68) — нидерландский футболист, полузащитник[371].

## 5 декабря
- Гао Юбао (92) — китайский писатель[372].
- Гудфренд, Марвин (69) — американский экономист[373].
- Детурбе, Жерар (73) — французский автомобильный менеджер, директор альянса Renault-Nissan-Mitsubishi с 2012)[374].
- Кочански, Морс (79) — канадский инструктор по выживанию в дикой природе, автор книг[375].
- Лаурер, Джордж (94) — американский инженер, разработчик Universal Product Code[376].
- Миралиев, Тохир (79) — узбекский киноактёр, народный артист Республики Узбекистан[377].
- Нейлор, Джерри (80) — американский певец, вокалист (The Crickets)[378].
- Сидак, Владимир Степанович (81) — сотрудник органов госбезопасности СССР и Украины, ректор Национальной академии СБУ (1992—2003), генерал-лейтенант (1998)[379].
- Уокер младший, Роберт (79) — американский актёр[380].
- Фирсова, Ксения Петровна (74) — советская и российская поэтесса и журналист[381].
- Франклин, Лидия (102) — американская и венесуэльская балерина и балетмейстер[382].
- Хинт, Мати (82) — эстонский лингвист, депутат Рийгикогу (1992—1995)[383].
- Чомон, Фауре (90) — кубинский революционер, государственный и политический деятель, один из лидеров Революционного директората 13 марта, министр связи и транспорта Кубы, посол Кубы в Советском Союзе, Вьетнаме, Болгарии и Эквадоре[384].
- Шипиони, Бруно (85) — итальянский актёр[385].
- Коронел (84) — бразильский футболист[386].

## 4 декабря

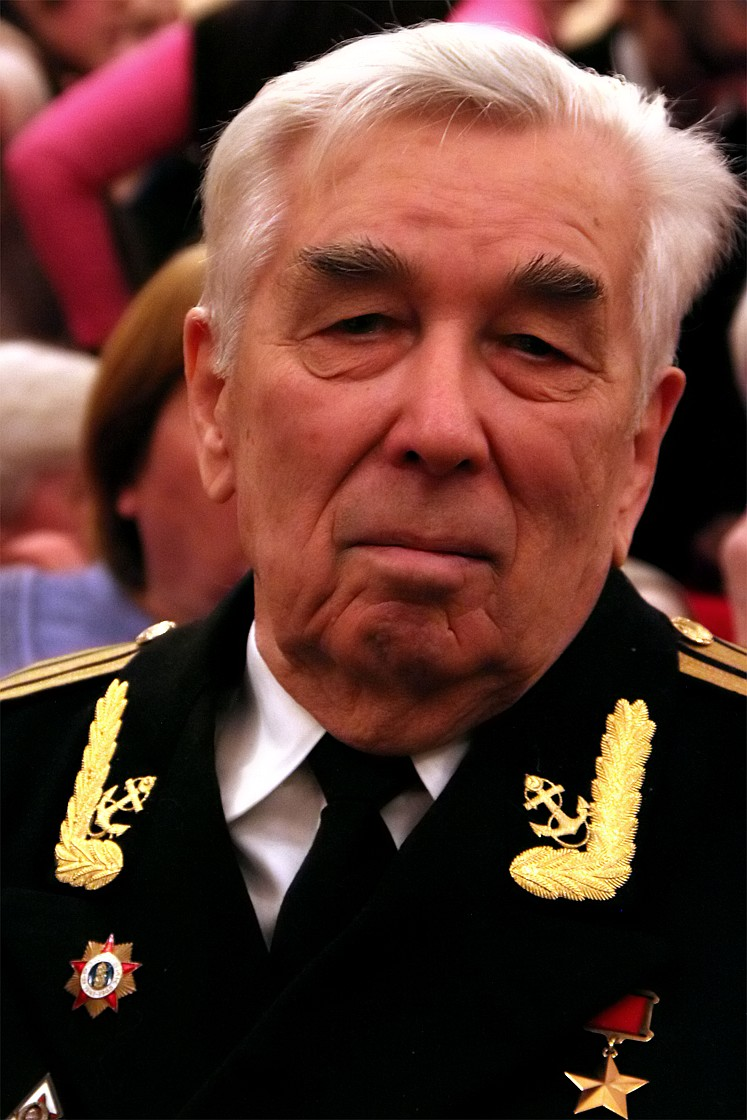
Сергей Решетов

- Агирре Фернандес, Хавьер (84) — испанский кинорежиссёр[387].
- Бежанов, Вадим Михайлович (78) — советский и южноосетинский художник[388].
- Ван Валсум, Петер (85) — нидерландский дипломат[389].
- Голдберг, Леонард (85) — американский продюсер, президент 20th Century Fox (1987—1989)[390].
- Дагэн, Андре (84) — французский кулинар[391].
- Изембергенов, Намаз Изембергенович (81) — советский и казахстанский хирург, академик НАН Казахстана[392].
- Касаткин, Владимир Петрович (81) — советский и российский военный деятель, контр-адмирал в отставке[393].
- Кочиш, Ян Эуген (93) — грекокатолический епископ, епископ Апостольского Экзархата Чешской Республики (2004—2006)[394].
- Кумарова, Шарбану Мухитовна (83) — казахская писательница[395].
- Младенович, Боривое (83) — сербский артист балета[396].
- Морена, Роса (78) — испанская певица и актриса[397].
- Накамура, Тэцу (73) — японский врач, лауреат премии Рамона Магсайсая за мир и международное взаимопонимание (2003); убит[398].
- Решетов, Сергей Никитович (96) — участник Великой Отечественной войны, Герой Советского Союза (1945)[399].
- Родригес, Клаудио (86) — испанский актёр[400].
- Техада, Мануэль (79) — испанский актёр[401].
- Чэнь Синби (88) — китайский инженер-электронщик, действительный член Китайской академии наук (1999)[402].
- Эрнандес, Асусена (59) — испанская актриса[403].

## 3 декабря
- Бертини, Джованни (68) — итальянский футболист[404].
- Вайнер, Эндрю (70) — канадский писатель-фантаст[405].
- Виниченко, Владимир Васильевич (73) — советский и российский писатель и публицист[406].
- Ивашёв-Мусатов, Олег Сергеевич (91) — советский и российский математик[407].
- Киприян, Мирон Владимирович (89) — советский и украинский сценограф, главный художник театра имени М. Заньковецкой (с 1963 года), народный художник УССР (1988)[408].
- Кузьменко, Александр Иванович (90) — советский военный деятель, генерал-лейтенант в отставке[409].
- Мартиросян, Максим Саакович (88) — советский и армянский артист балета и балетмейстер, народный артист РСФСР (1973)[410].
- Махмутова, Исламия Идиятулловна (75) — советская и российская актриса, артистка Татарского театра драмы и комедии, заслуженная артистка РСФСР (1978)[411].
- Медведев, Анатолий Степанович (78) — советский и российский организатор здравоохранения, начальник облздрава Ивановской области (1984—2001), народный депутат России (1990—1993), заслуженный врач Российской Федерации[412].
- Остроушко, Леонид Константинович (83) — советский и казахстанский футболист и тренер[413].
- Трушкина, Алёна (22) — российская футболистка; ДТП[414].
- Чха Ин Ха (27) — южнокорейский актёр[415].

## 2 декабря

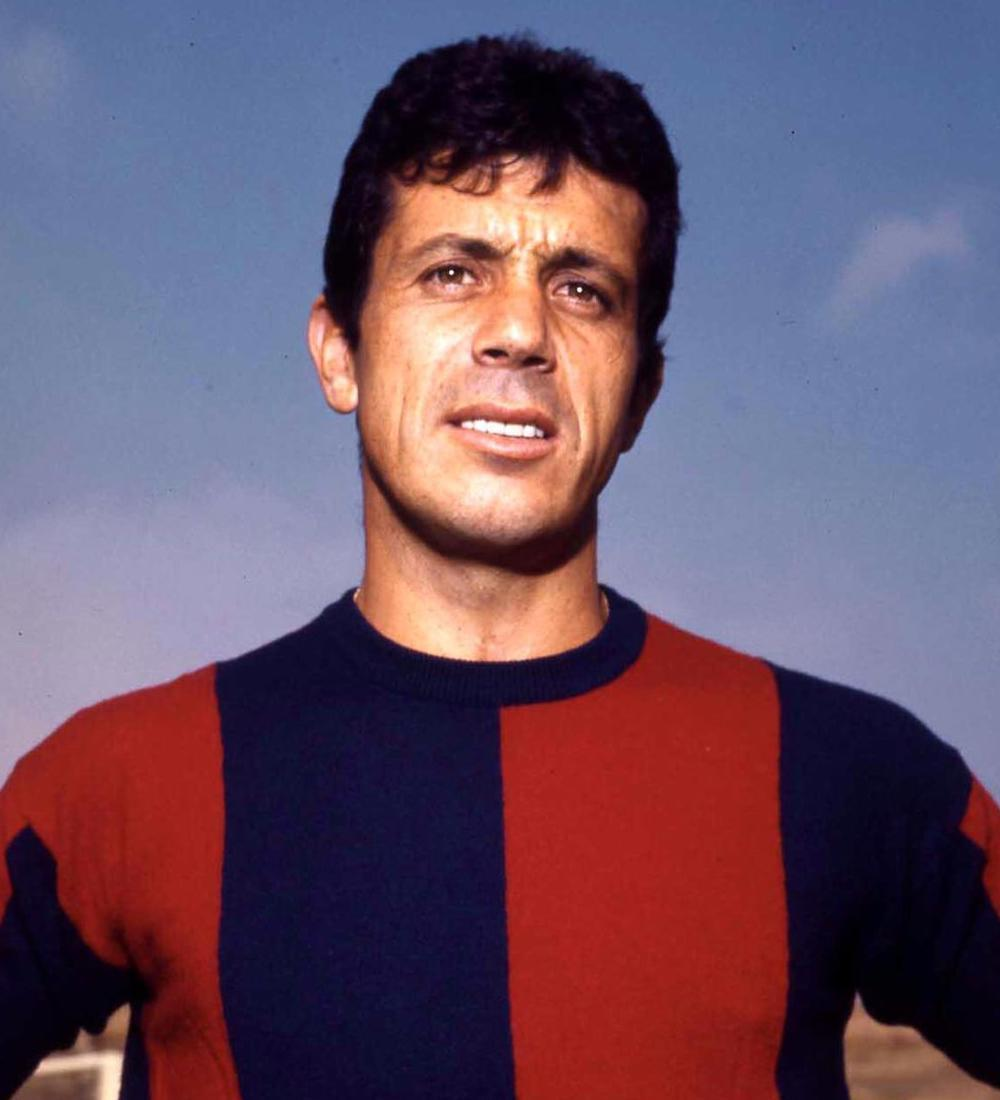
Франческо Янич

- Боков, Николай Константинович (74) — русский поэт и прозаик[416].
- Зозуля, Владимир Иосифович (78) — советский и российский художник, заслуженный художник РФ (2007)[417].
- Истон, Ричард (86) — канадский актёр[418].
- Керр, Джон (82) — английский военно-морской деятель, адмирал, руководитель Военной разведки Великобритании (1988—1991)[419].
- Кислый, Павел Степанович (86) — советский и украинский металловед, академик НАНУ (1992)[420].
- Мец, Иоганн Баптист (91) — немецкий богослов[421].
- Мутаиб ибн Абдул-Азиз Аль Сауд (88) — саудовский принц и государственный деятель, министр коммунального и сельского хозяйства Саудовской Аравии (1980—2009)[422].
- Мэсси, Роберт Кинлох (90) — американский историк и биограф Романовых, лауреат Пулитцеровской премии (1981)[423].
- Мюллер, Карл (84) — шриланкийский писатель и поэт[424].
- Пфайфер, Ганс (85) — немецкий кларнетист[425].
- Савицкий, Александр Леонидович (71) — русский поэт[426].
- Санакоев, Валерий Васильевич (72) — советский и южноосетинский художник, народный художник Южной Осетии (2012)[427].
- Стори, Фред (87) — канадский кёрлингист, трёхкратный чемпион мира (1966, 1968 и 1969)[428].
- Тейлор, Кеннет, Аллен — американский философ[429].
- Фонтана, Дороти (80) — американская киносценаристка[430].
- Шеин, Ролен Андрианович (93) — советский и российский художник[431].
- Шнекенбургер, Манфред (81) — немецкий искусствовед, куратор выставок documenta (1977, 1987)[432].
- Янич, Франческо (82) — итальянский футболист, чемпион Италии в составе клуба «Болонья» (1964)[433].

## 1 декабря
- Бьяншери, Анри (87) — французский футболист («Монако», национальная сборная) двукратный чемпион Франции (1960—1961, 1962—1963)[434].
- Галл-Савальская, Валентина Гавриловна (89) — советская и украинская актриса, заслуженная артистка Украинской ССР (1968)[435].
- Гомес, Эдгардо (81) — филиппинский биолог[436].
- Долежан, Валентин Владимирович (81) — украинский правовед, доктор юридических наук, профессор кафедры организации судебных и правоохранительных органов и адвокатуры Одесской юридической академии[437].
- Кернер, Роберт М. (85) — американский инженер, специалист по геосинтетикам, член Национальной инженерной академии США[438].
- Кобиан, Мигелина (77) — кубинский легкоатлет-спринтер, серебряный призёр летних Олимпийских игр в Мехико (1968)[439].
- Корнезов, Любен (72) — болгарский государственный деятель, судья Конституционного суда и заместитель председателя Народного собрания Болгарии[440].
- Кукушкина, Елена Иосифовна (94) — советский и российский политолог, доктор философских наук (1985), заслуженный профессор МГУ (2000)[441].
- Лай, Майкл (73) — гонконгский композитор[442].
- Лебанидзе, Заира (84) — советская и грузинская актриса, заслуженная артистка Грузинской ССР (1976)[443].
- Моррисон, Шелли (83) — американская актриса[444].
- Недзьведь, Георгий Константинович (81) — белорусский невролог, доктор медицинских наук (1991), профессор[445].
- Ребуффа, Рене (89) — французский историк и археолог[446].
- Уланова, Светлана Андреевна (54) — директор Коми республиканского центра психолого-педагогической, медицинской и социальной помощи, доктор биологических наук (2017)[447].